# Fildertunnel

Fildertunnel als Teil der geplanten Veränderungen an Bahnanlagen im Raum Stuttgart

Der Fildertunnel (ehemaliger Planungsname Flughafentunnel) ist ein im Zuge des Projekts Stuttgart 21 im Bau befindlicher Eisenbahntunnel. Mit einer Länge von 9468 m ist er der längste Tunnel des Projekts und wird nach Fertigstellung der längste Doppelröhren-Eisenbahntunnel sowie der drittlängste Tunnel in Deutschland sein.
Das Bauwerk wird den künftigen unterirdischen Stuttgarter Hauptbahnhof mit der rund 154 m höher gelegenen Filderebene verbinden und Teil der Neubaustrecke Stuttgart–Wendlingen sein. Der Tunnel ist Gegenstand des Planfeststellungsabschnitts 1.2 von Stuttgart 21. Für diesen Abschnitt waren Ende 2009 (vor einer Kostenoptimierung) Baukosten in Höhe von 753,9 Millionen Euro geplant (Realwert, bezogen auf den Preisstand von 2008).
Der Auftrag für die Rohbauarbeiten ist nach Angaben der Deutschen Bahn am 30. Juli 2011 vergeben worden. Zwei Drittel des Auftragsvolumens von 720 Millionen Euro, das auch den Bau des Tunnels Obertürkheim mit einschließt, entfallen auf den Fildertunnel. Die Tunneltaufe erfolgte am 10. Juli 2014.
Die insgesamt 19,8 km Tunnelröhren und Querschläge sind vollständig vorgetrieben. Der letzte maschinelle Durchschlag, vom unteren in den bereits erstellten mittleren Fildertunnel, erfolgte am 29. August 2019. Er wurde am 9. September 2019 gefeiert. Der erste Durchschlag zum Hauptbahnhof folgte am 11. Februar 2020, der zweite am 6. Mai 2020.
Der Tunnel soll im Rahmen eines Vorlaufbetriebs ab Februar 2026 mit aktiver Leit- und Sicherungstechnik befahren werden können. Die feierliche, kommerzielle Inbetriebnahme ist, als Teil von Stuttgart 21, für Dezember 2026 vorgesehen.

## Verlauf
Der Tunnel schließt an den Hauptbahnhof Stuttgart an und beschreibt zunächst eine Rechtskurve, die in eine Gerade übergeht. Das Bauwerk steigt durchgehend in seiner Höhe an. Zum Südportal hin verläuft der Tunnel in einer Linkskurve und tritt im Bereich des Echterdinger Eis an die Oberfläche. Er endet bei km 9,90 und einer Geländehöhe von 392,4 m (Schienenoberkante auf 383,73 m) und geht in ein Trogbauwerk von 120 m Länge über, das bis km 10,020 verläuft. Die Schienenoberkante an dessen südlichem Ende soll auf 386,0 m Höhe liegen, das Gelände auf 387,6 m. In diesem Bereich wird die Parallellage zur Autobahn erreicht. Nach einem kurzen Abschnitt offener Strecke schließt sich beim km 10,4 die Ausfädelung der Flughafenschleife nach Stuttgart Flughafen Fernbahnhof an.
Die Entwurfsgeschwindigkeit lag im Bereich des Hauptbahnhofs (km 0,432 bis km 0,7) zunächst bei 100 km/h, zwischen km 0,7 und km 5,04 bei 160 km/h und ab km 5,04 bei 250 km/h. Mit dem 2. Planänderungsverfahren wurde bis km 1,1 eine Entwurfsgeschwindigkeit von 100 km/h vorgesehen, im Anschluss daran 160 km/h. Ab km 5,04 ist weiterhin 250 km/h vorgesehen.
Im Zuge von Optimierungen für den Deutschlandtakt wurde Anfang 2020 eine Geschwindigkeitserhöhung im unteren Tunnelabschnitt von 100 auf 110 bzw. von 160 auf 230 km/h genannt. Dies trägt zur Verkürzung der Fahrzeiten zwischen Stuttgart und Ulm unter einer halben Stunde bei. Laut Angaben von Ende 2020 werde „geprüft, ob sich die Geschwindigkeitssprünge weiter optimieren lassen“. Ergebnisse sollen 2021 vorliegen und seien für den Deutschlandtakt nicht erforderlich. Im April 2021 wurden Potentiale für bis zu 90 km/h größere Geschwindigkeiten im Mittelteil des Tunnels sowie, mit seitlichen Verschiebungen von bis zu 25 cm, bis zu 70 km/h mehr im unteren Teil des Tunnels, bekannt. Am Übergang zum Hauptbahnhof seien statt 100 mit Trassierungsanpassungen auch 135 km/h möglich bzw. möglich gewesen. Laut Angaben von Dezember 2021 wurden Optimierungen der Trassierung verworfen, jedoch soll die nicht optimierte Trassierung besser ausgereizt werden. Dazu soll unter anderem im Mittelteil des Tunnels, das mit einem nominell für nur 160 km/h zugelassenen Querschnitt ausgeführt wurde, die zulässige Geschwindigkeit auf der Grundlage eines aerodynamischen Gutachtens angehoben werden.

### Verlauf im Lageplan

Die beiden durchgehenden Hauptgleise der über den Tunnel Feuerbach in den Hauptbahnhof einmündenden Strecke gehen in den Fildertunnel über. Die Bahnsteiggleise 4 und 5 sind im Bereich des Hauptbahnhofs mit 100 km/h befahrbar.

Der Tunnel schließt sich südöstlich an den neuen Hauptbahnhof (Planfeststellungsabschnitt 1.1) an. Die Gleise verlaufen zunächst in südöstlicher Richtung in zwei zweigleisigen Tunnelröhren. In der südlichen der beiden Röhren laufen die Streckengleise in Richtung Ober-/Untertürkheim und nach Ulm, im nördlichen Tunnel kommen die Gleise aus den Gegenrichtungen. In einem anschließenden Verzweigungsbauwerk trennen sich die beiden zweigleisigen Röhren in vier eingleisige Röhren. Das Gleis in Richtung Obertürkheim (ab hier als Tunnel Obertürkheim bezeichnet) trennt sich bei km 0,656 vom Gleis Richtung Ulm (Fildertunnel), das Gleis aus Richtung Obertürkheim wird bei km 0,662 mit dem Gleis aus Ulm zusammengeführt. In jedem der beiden Verzweigungsbauwerke wird dabei zwischen den beiden Röhren zunächst ein Gleisabstand von 13 m aufgebaut. Anschließend verlaufen die beiden je eingleisigen Röhren des Fildertunnels und des Tunnels Obertürkheim unabhängig voneinander. Bei km 1,0 kreuzen die beiden Röhren des Fildertunnels die darunter liegende Röhre des Tunnels Obertürkheim ebenfalls bei km 1,0 höhenfrei.

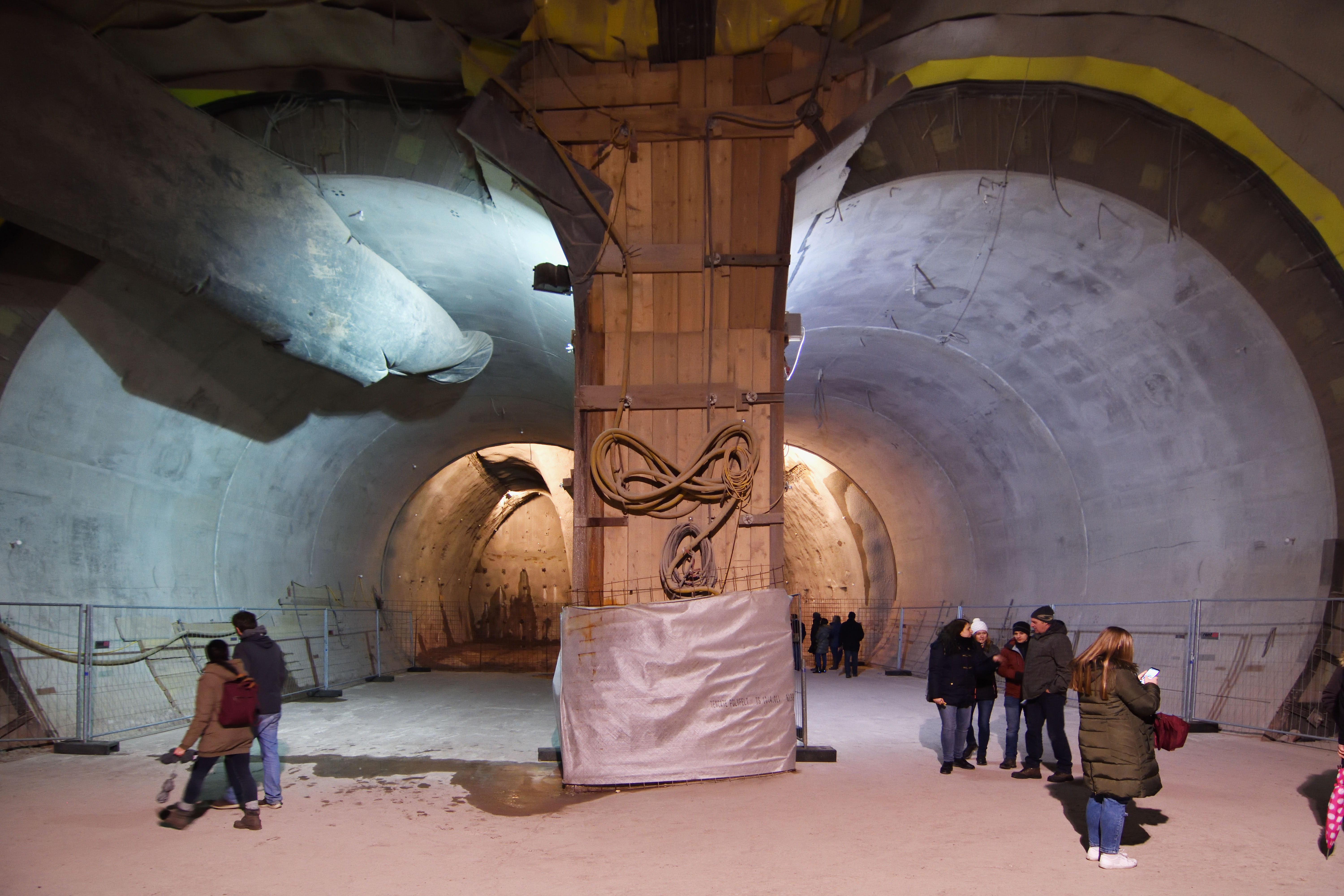
Zukünftige Röhre des Fildertunnels und des Tunnels Obertürkheim, auf Höhe der Rettungszufahrt Hauptbahnhof Süd, Blick Richtung Hauptbahnhof (Bauzustand Januar 2019)

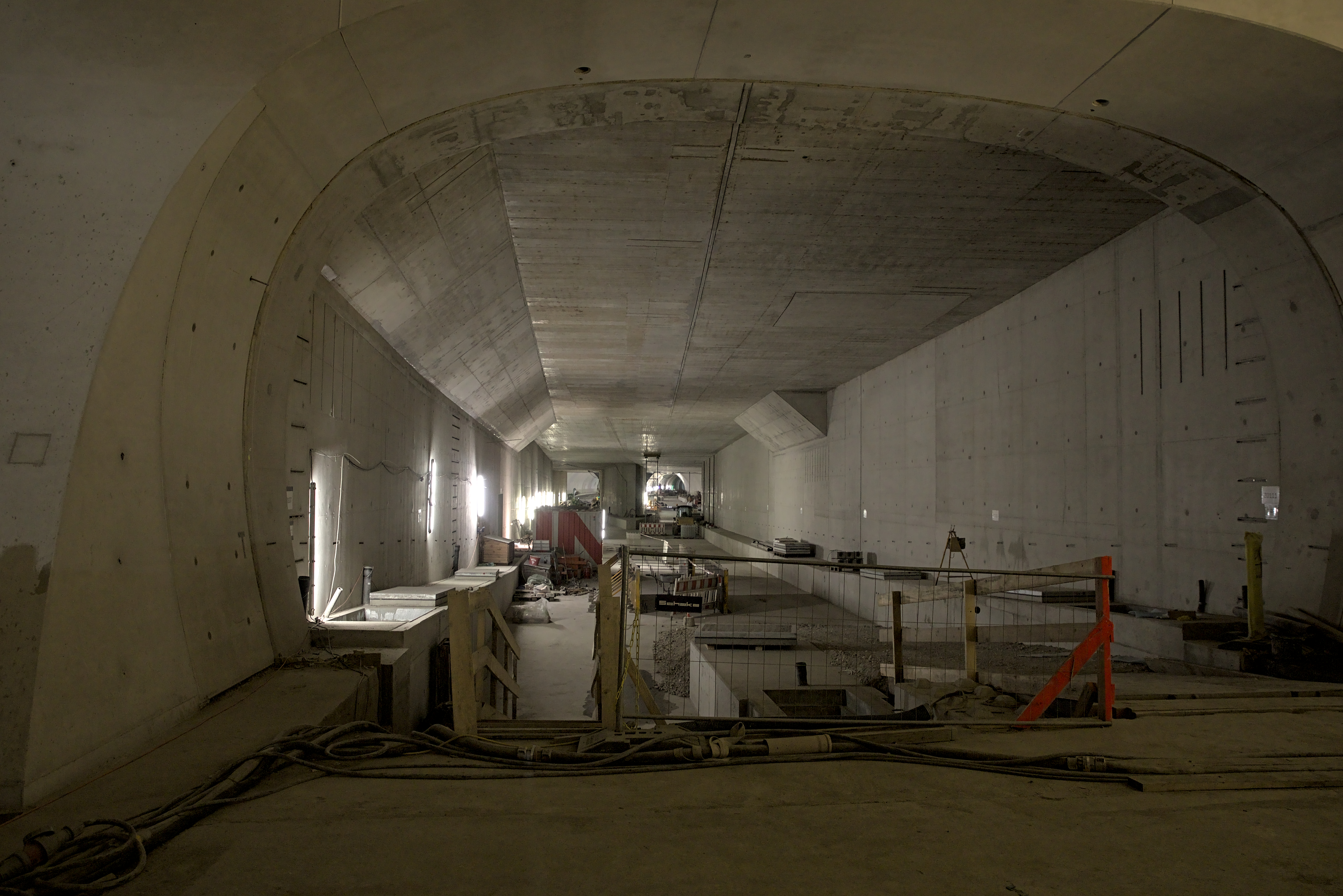
Zukünftige Röhre des Fildertunnels und des Tunnels Obertürkheim gesehen vom Hauptbahnhof (Bauzustand April 2023)

Die Trasse verläuft im Anschluss an den Hauptbahnhof zunächst bis km 0,536 in einer Geraden, geht anschließend in eine 702 m lange Rechtskurve über, an die sich eine Gerade von 442 m Länge anschließt. Es folgt eine Rechtskurve von 2.302 m Radius bis km 3,369 gefolgt von einer weiteren Geraden von 3.240 m Länge. Bei km 6,691 beginnt eine Linkskurve von 2328 m Radius mit einer Länge von 2997 m bis zum Ende des Tunnels.

### Höhenverlauf
Das Bauwerk überwindet in seinem Verlauf einen Höhenunterschied von rund 155 Metern und weist Steigungen zwischen 4 ‰ und 25 ‰ auf.
Die Gradiente steigt am Übergang vom Hauptbahnhof (km 0,432) zunächst 395 m lang mit 4,1 ‰ an und geht ab einem Wendepunkt bei km 0,74 für 373 m in eine Steigung von 25 ‰ über. Ab km 1,114 folgt eine Steigung von 4,0 ‰ für 2372 m. Ab km 3,486 schließt sich ein 3935 m langer Abschnitt von 25 ‰ Steigung daran an. Ab km 7,421 folgen 1269 m in 4 ‰ Steigung, bevor ab km 8,690 weitere 1463 m mit 25 ‰ Steigung bis zum Südportal folgen.
Mit dem ersten Anstieg um 25 ‰ soll nach Bahnangaben das Gleis nach Obertürkheim soweit nordwestlich wie möglich überquert werden. Die folgende Steigung wurde mit nur 4 ‰ bemessen, um die zwischen km 1,114 und km 3,486 erwartete Schicht unausgelaugten Gipskeupers niedrig zu durchfahren. Damit soll sichergestellt werden, dass oberhalb des Tunnelfirsts eine ausreichend dicke und feste Schicht unausgelaugten Gipskeupers verbleibt, um quellungsbedingte Hebungen des Tunnelquerschnitts zu vermeiden. In der folgenden 25-‰-Steigung soll in Schichten von Schilfsandstein zügig Höhe gewonnen werden. Mit der folgenden Steigung von nur 4 ‰ (km 7,421 bis 8,690) soll eine Mindestüberdeckung von rund 20 m im Bereich des Körschtals nicht unterschritten werden. Schließlich erreicht der Tunnel im letzten Abschnitt mit 25 ‰ Steigung die Filderebene.
Nach Angaben der DB werde mit diesem Gradientenprofil die Länge des Fildertunnels unter den einzuhaltenden örtlichen und geologischen Randbedingungen minimiert.
Kritiker bemängeln, der Höhenunterschied müsse ohne Schwung bewältigt werden.
Die Überdeckung liegt im Bereich des Hauptbahnhofs bei mindestens sieben Metern und nimmt bergwärts schnell zu. Bereits am Übergang zu den eingleisigen Röhren liegt sie bei etwa 68 m, im Bereich von Degerloch erreicht sie etwa 220 m, unter dem Fernsehturm 223 m und im Körschtal 19 m.

### Querschnitt

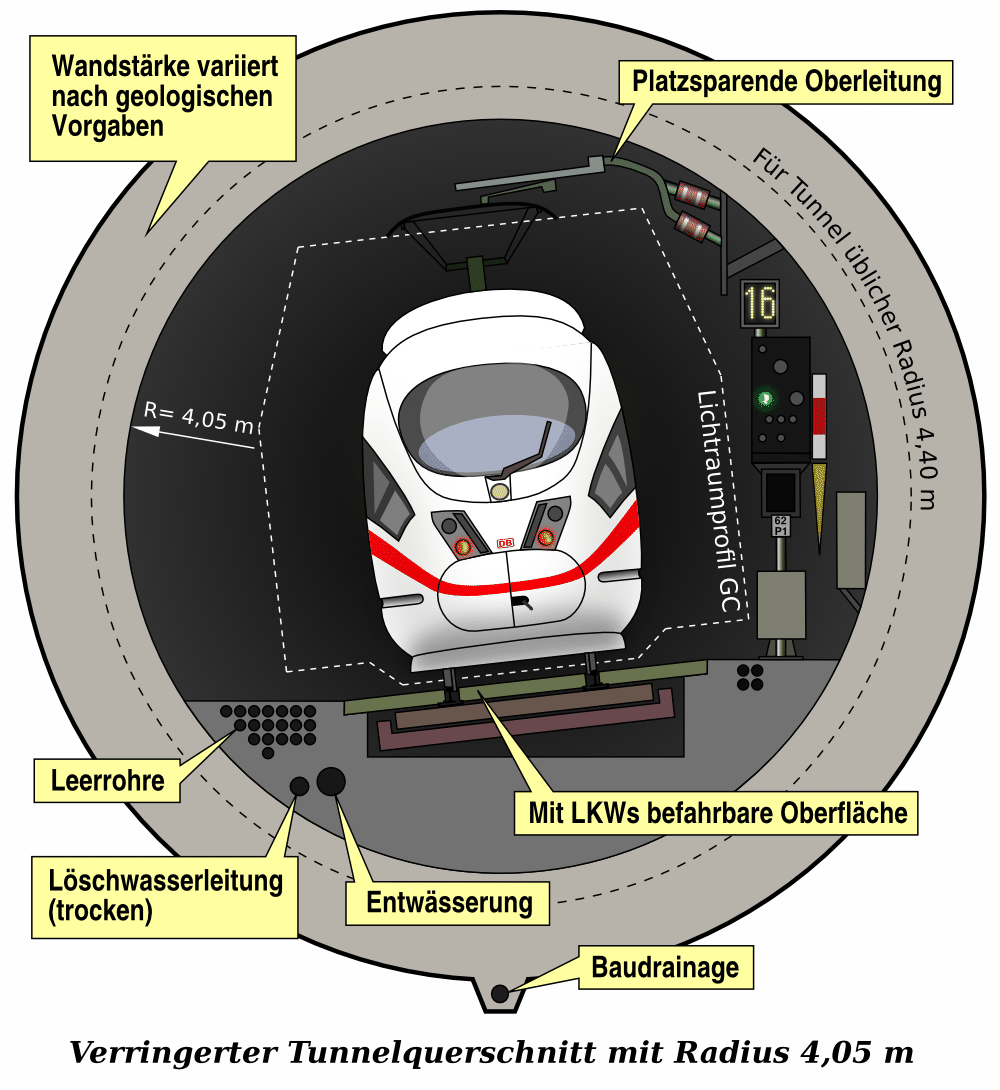
Bis zum 2. Planänderungsverfahren (2011) vorgesehener Sonderquerschnitt im unteren Teil des Fildertunnels.

Der Tunnel weist in seinem Verlauf sieben verschiedene Querschnitte auf. Die lichte Fläche über Schienenoberkante (SOK) liegt zwischen 39,2 m² (eingleisige Abschnitte im Bereich der Verzweigungsbauwerke) und 123,5 m² (zweigleisiges Maulprofil im Hauptbahnhof). Der Großteil des Tunnels liegt in Kreisquerschnitten von 4,05 bis 4,80 m Radius, mit aerodynamisch wirksamen Querschnitten von 43 bis 63 m². Die größte lichte Weite der beiden Röhren liegt dabei am Übergang zum Hauptbahnhof (km 0,432) mit je 17,40 m vor.
Die beiden unmittelbar an den Hauptbahnhof anschließenden Röhren sollten ein Maulprofil erhalten. Im mit 160 km/h befahrbaren Bereich (km 0,7 bis km 5,04) nach dem Verzweigungsbauwerk sollte der Tunnel ein Kreisprofil mit einer lichten Weite von 8,10 m und einer lichten Höhe von 6,15 m (über SOK) erhalten. Dieses Profil wurde im Zuge des Projekts 1998 als Sonderquerschnitt mit einem Radius von nur 4,05 m entwickelt in Abweichung vom im Regelwerk der Deutschen Bahn (Modul 853.0002) vorgesehenen Radius von 4,40 m. Hier sollte auch eine besonders platzsparende Oberleitung installiert werden. Der Grund lag in den schwierigen geologischen Schichten (Anhydrit), die möglicherweise einen hohen Druck auf die Röhre ausüben könnten. Durch den kleineren Querschnitt sind die dabei auftretenden Kräfte geringer und damit leichter zu beherrschen. Die gewählten Querschnitte und die dadurch auf 160 km/h begrenzte Höchstgeschwindigkeit in diesem Bereich des Tunnels ging nach Angaben der Deutschen Bahn aus einer Nutzen-Kosten-Analyse hervor.
Der mit 250 km/h befahrbare obere Bereich sollte in einem Maulprofil von 8,22 m lichter Weite und 7,90 m lichter Höhe (über SOK) ausgeführt werden. Zwischen km 9,765 und km 9,900 am Tunnelende war ein 135 m langer in offener Bauweise hergestellter Abschnitt mit Rechteckprofil vorgesehen; die lichte Weite sollte hier 7,50 m erreichen, die lichte Höhe 7,26 m (über SOK). Zur Vermeidung des Tunnelknalls sollte die lichte Weite im Bereich des Südostportals auf 11,35 m aufgeweitet und die Decke mit Öffnungen versehen werden. Die 120 m langen Tröge sollen eine lichte Weite von 6,9 m aufweisen.
Mit dem 2. Planänderungsverfahren wurden die Querschnitte verändert. Im Anschluss an das Verzweigungsbauwerk zum Tunnel Obertürkheim ist nun weitgehend (km 0,8 bis 5,0) ein Kreisquerschnitt mit 4,40 m Innenradius vorgesehen, der in Kilometer 5,04 in ein Kreisprofil mit 4,70 m übergehen soll. Das ursprünglich in diesem Abschnitt geplante 4,05-m-Profil wird nunmehr nur noch auf einem 0,1 km langen Abschnitt im Anschluss an das Verzweigungsbauwerk (km 0,7) hergestellt. Während im bergmännisch vorgetriebenen Teil für 160 km/h (km 4,5 bis 5,0) der Ausbruch zielgerichtet für die Herstellung des 4,40-m-Profils erfolgte, wurde durch die Vortriebsmaschine zwischen km 0,8 und 4,5 ein größerer, dem oberen Teil des Fildertunnels ähnelnder Querschnitt hergestellt.
Die Wandstärke der Röhren soll 0,6 m betragen.
Die Röhren werden auf ihrer gesamten Länge zweischalig und druckwasserdicht ausgelegt.

### Geologie
Der Tunnel durchörtert alle oberhalb des Unteren Keupers liegenden Schichten des Stuttgarter Talkessels: Schichten des Mittleren Keupers (ausgelaugter und nicht ausgelaugter Gipskeuper, Schilfsandstein, Unterer Bunter Mergel, Oberer Bunter Mergel, Stubensandstein, Knollenmergel), Schichten des Oberen Keupers sowie Schichten des Schwarzjuras (Psilonotenton, Angulatensandstein, Arietenkalk, Obtususton). Als schwierig gelten dabei Schichten des unausgelaugten quellfähigen Gipskeupers, der in annähernd horizontalen Lagen von sulfathaltigen Ton- bzw. Mergelgesteinen vorliegt. Die Sulfatgesteine liegen dabei teils als Gips, teils als Anhydrit vor, der unter Wasserzugabe sein Volumen durch Quell- und Schwellprozesse um etwa 61 % vergrößert. Wegen dieser Schwierigkeiten ist der Tunnelbau derart konzipiert, Wasserzutritt während der Bauzeit zu verhindern und die Tunnelschale widerstandsfähig gegen Quelldruck zu bemessen. Aufgrund der tiefen Lage der Tunnelgradiente sollen Quellvorgänge nicht ausgelöst werden können.
Die Gesamtlänge des durchfahrenen Braunen Juras liegt bei 6 km. Etwa 40 % der Tunnellänge liegen im Gipskeuper, etwa 60 % in unterschiedlichen Mergel- und Sandsteinschichten. Am Übergang zum Hauptbahnhof soll der Tunnel auf einer Länge von etwa 200 bis 300 m zunächst ausgelaugten Gipskeuper durchqueren. Anschließend wird auf rund 4,3 km Länge anhydrithaltiger, unausgelaugter Gipskeuper durchfahren. Der obere Teil des 4,5 km langen oberen Tunnelabschnitts verläuft in der Formation des Stubensandsteins, in der Sand- und Schluffsteine im Wechsel in nahezu horizontalen Schichten übereinander liegen. Im Bereich des Filderportals liegen kurz unter der Geländeoberfläche Filderlehm und Verwitterungston (Lias α) an.
Der Planungsstand von 2005 sah vor, die Innenschale gegen hohe Quelldrücke zu bemessen und gleichzeitig den Tunnel in der Bauphase trocken zu halten. Dies sei ohne weiteres möglich, da die grundwasserführenden Schichten (Stubensandstein) in großem Abstand von den betroffenen Tunnelabschnitten verliefen.

## Geschichte

### Frühe Varianten

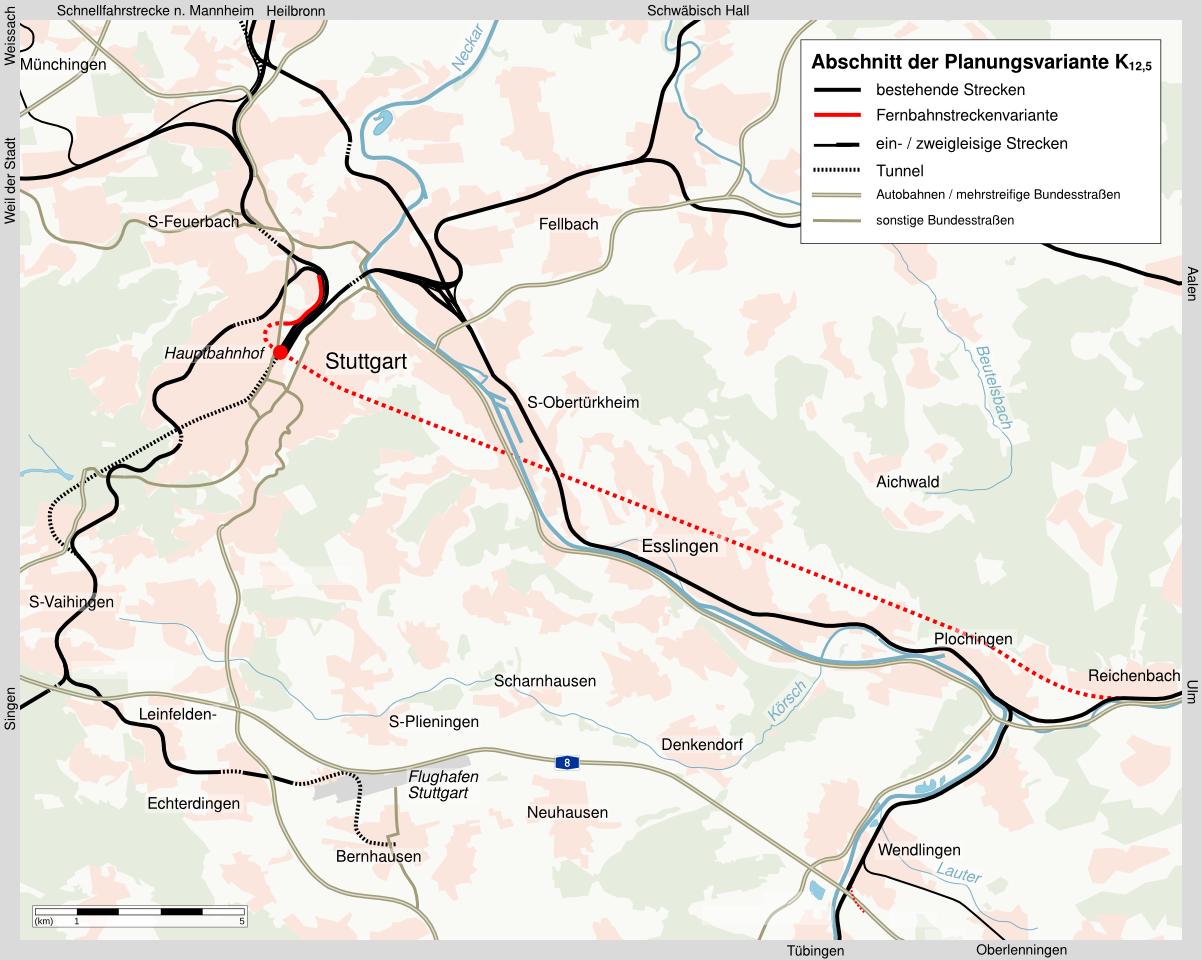
Die in den 1980er und frühen 1990er Jahren erwogenen Ausbauten der Bestandsstrecke Stuttgart–Ulm, mit einem zwei- oder viergleisigen Durchgangsbahnhof unterhalb des bestehenden Kopfbahnhofs, sahen an Stelle des Filderaufstiegs einen etwa 24 km langen Tunnel zwischen Stuttgart und Plochingen vor.

Bereits die 1991 vorgelegte Rahmenkonzeption H für eine mit 25 ‰ trassierte Neubaustrecke von Stuttgart über Wendlingen nach Ulm sah einen Filderaufstiegstunnel vor. Der als Fernbahntunnel Stuttgart bezeichnete und bis zu 35 ‰ steile Tunnel sollte Feuerbach über einen viergleisigen Durchgangsbahnhof in Querlage unter dem jetzigen Hauptbahnhof Stuttgart mit der Autobahn 8 auf der Filderebene verbinden. Von dort sollte eine autobahnparallele Trasse nach Ulm führen. Der Tunnel im Anschluss an den Tiefbahnhof sollte etwa 11 km lang werden und Sillenbuch und Riedenberg mit hoher Überdeckung unterfahren. Als Alternative (K-Varianten) war ein 24 km langer Tunnel bis Plochingen vorgesehen.
Die Machbarkeitsstudie des Projekts Stuttgart 21 von Anfang 1995 erwartete eine Bauzeit von etwa acht Jahren. Für die Neubaustrecke zwischen Hauptbahnhof und Denkendorf waren dabei Kosten von 856 Mio. DM erwartet worden (744 Mio. DM zzgl. 15 Prozent Zuschlag für Planung; Preisstand: 1993). Diese Gesamtkosten entsprechen heute – hochgerechnet mit dem Preisindex der Lebenshaltungskosten – 767 Millionen Euro.

### Planung
Die Planung des Tunnels begann in den späten 1980er Jahren.

#### Genehmigungsplanung

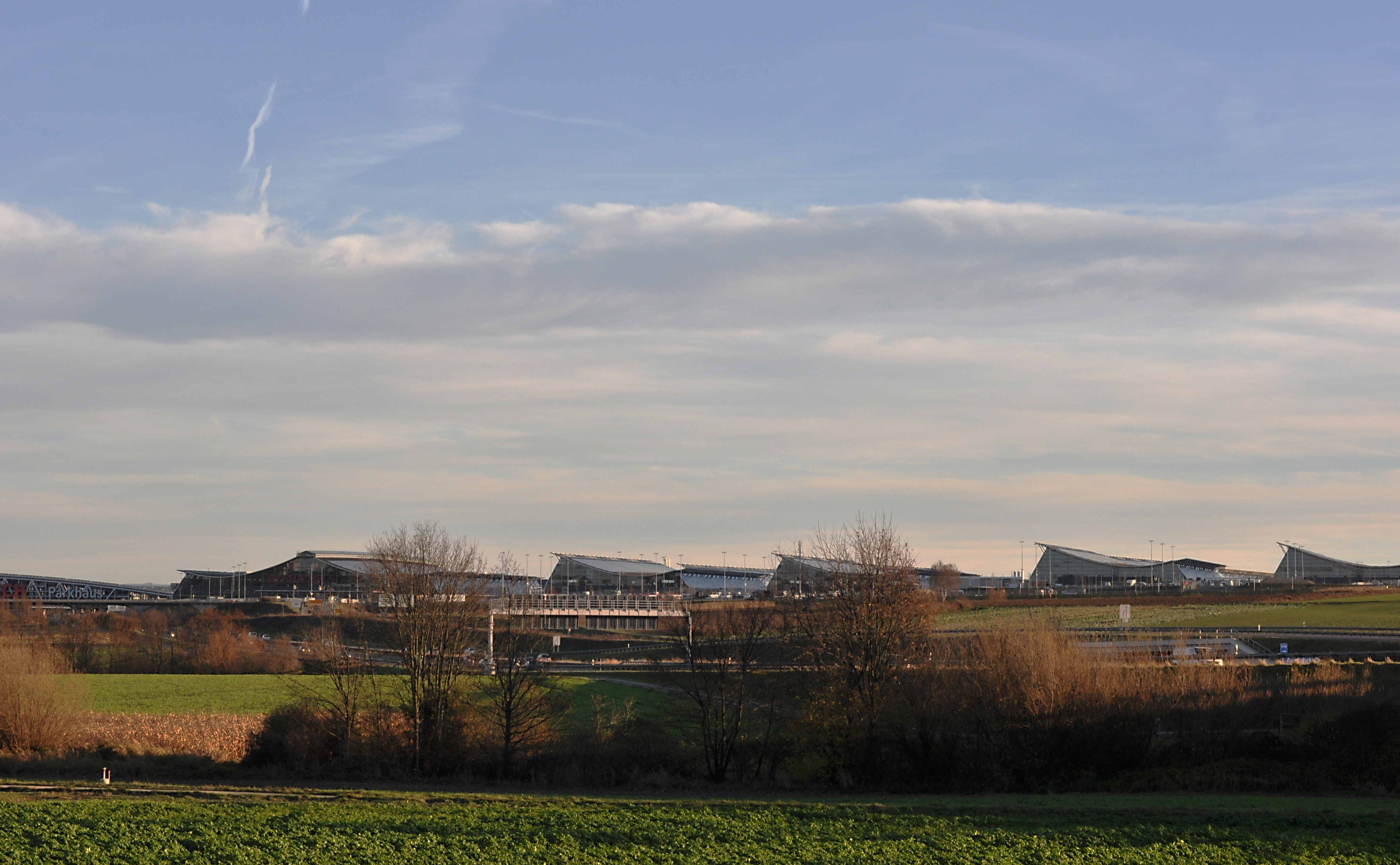
Blick von der geplanten Position des Südportals zur Messe Stuttgart

Im Rahmen des Ende 1995 vorgelegten Synergiekonzepts Stuttgart 21 war für den Filderaufstieg ein 8,3 km langer, so genannter Flughafentunnel geplant. Der Tunnel sollte im Anschluss an den Hauptbahnhof Stuttgart mit 25 ‰ ansteigen, im Mittelabschnitt in eine Steigung von 12,5 ‰ übergehen und im weiteren Verlauf erneut mit 25 ‰ steigen, bevor das Bauwerk vor dem Südportal in ein Gefälle von 5,2 ‰ übergehen sollte. Das Bauwerk sollte teils als eine zweigleisige Röhre, im Bereich unausgelaugten Gipskeupers mit zwei eingleisigen Röhren geführt werden. Vier Fensterstollen, die später auch als Fluchtstollen dienen sollten, waren ebenso vorgesehen wie zwei reine Fluchtstellen. Der Vortrieb sollte bei Vortriebsleistungen von etwa 3 m pro Tag in Spritzbetonbauweise erfolgen. Im Anfahrbereich unterhalb des Wagenburgtunnels sollten 300 m im Schutz eines Vereisungsschirms vorgetrieben werden.
Die heutige Trasse entspricht im Wesentlichen der von Gerhard Heimerl 1988 in einer Denkschrift vorgeschlagenen H-Trasse zur Verbindung von Stuttgart und Ulm mit einer weitgehend autobahnparallelen Neubaustrecke.
Zwischen April und September 1995 lief ein wasserwirtschaftliches Erkundungsprogramm mit 20 Bohrungen, das keine Ausschlusskriterien für die geplante Tunneltrasse ergab. In das im Dezember 1996 eingeleitete Raumordnungsverfahren wurde alternativ eine Tunneltrasse eingebracht, die unterhalb des Schlosses Hohenheim geendet hätte. Im Anschluss daran hätte die Strecke die Körsch überquert und wäre anschließend in einem weiteren Tunnel bis Plieningen verlaufen, um dort in die Verkehrswegebündelung mit der A8 einzuschwenken.
Aus dem Raumordnungsverfahren ging ein 8420 m langer Tunnel hervor, der vom Hauptbahnhof bis nach Hohenheim geführt hätte, um im Bereich der Landesstraße 1016 nordöstlich von Plieningen an die Oberfläche getreten wäre. Das anschließende Körschtal sollte auf einer 310 m langen Brücke überquert werden, auf das nach einem 170 m langen Tunnel zur Unterquerung der Scharnhauser Straße (östlich von Plieningen) Gleisdreieck Richtung Flughafen und Wendlingen gefolgt wäre. Der Fildertunnel sollte, je nach geologischen Verhältnissen, teils in einer zweigleisigen und teils in zwei eingleisigen Röhren geführt werden. Die Steigung sollte zwischen 6,5 und 25 ‰ betragen. Im Rahmen des Raumordnungsverfahrens wurden sechs Varianten für die Über- bzw. Unterquerung des Körschtals untersucht.
Am 1. April 1997 brachte die Deutsche Bahn die Variante D 4 der Flughafenanbindung in das Raumordnungsverfahren ein. Der Tunnel sollte dabei von der Wagenburgstraße bis etwa zur Jahnstraße in zwei eingleisigen Röhren mit einer Steigung von 25 ‰ und einer Überdeckung zwischen 65 und 170 Metern geführt werden. Degerloch, Pleninger Straße und Fasanenhof Ost sollten in bis zu 180 Meter Tiefe bei Steigungen zwischen 4 und 25 ‰ gefahren werden. Der 9260 m lange Tunnel sollte südöstlich des Echterdinger Eis an die Oberfläche treten. Für den Zulauf in den Bahnhof war eine Geschwindigkeit von bis zu 130 km/h geplant.

#### Planfeststellungsverfahren

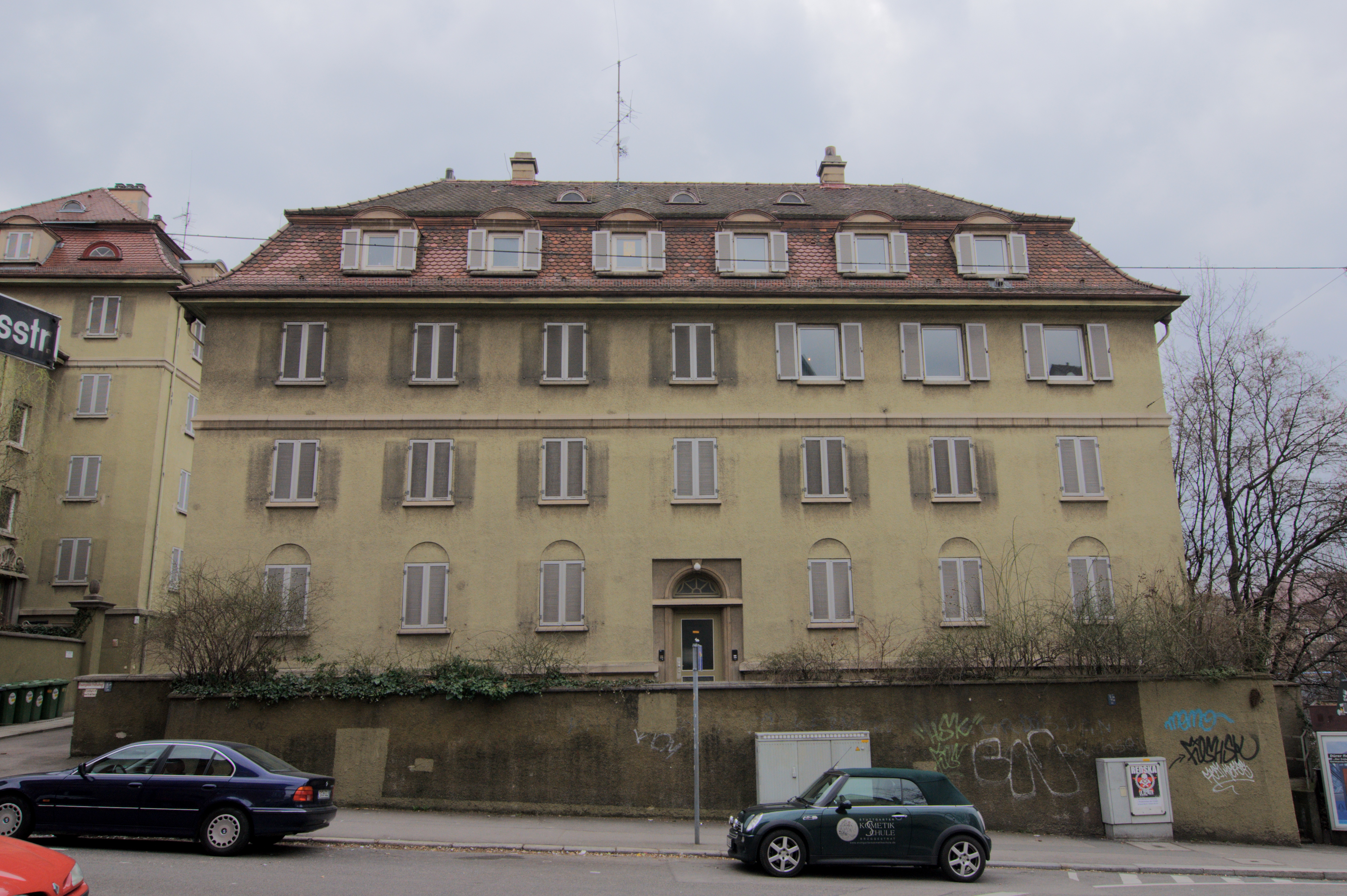
Das Gebäude Sängerstraße 4 (2012)

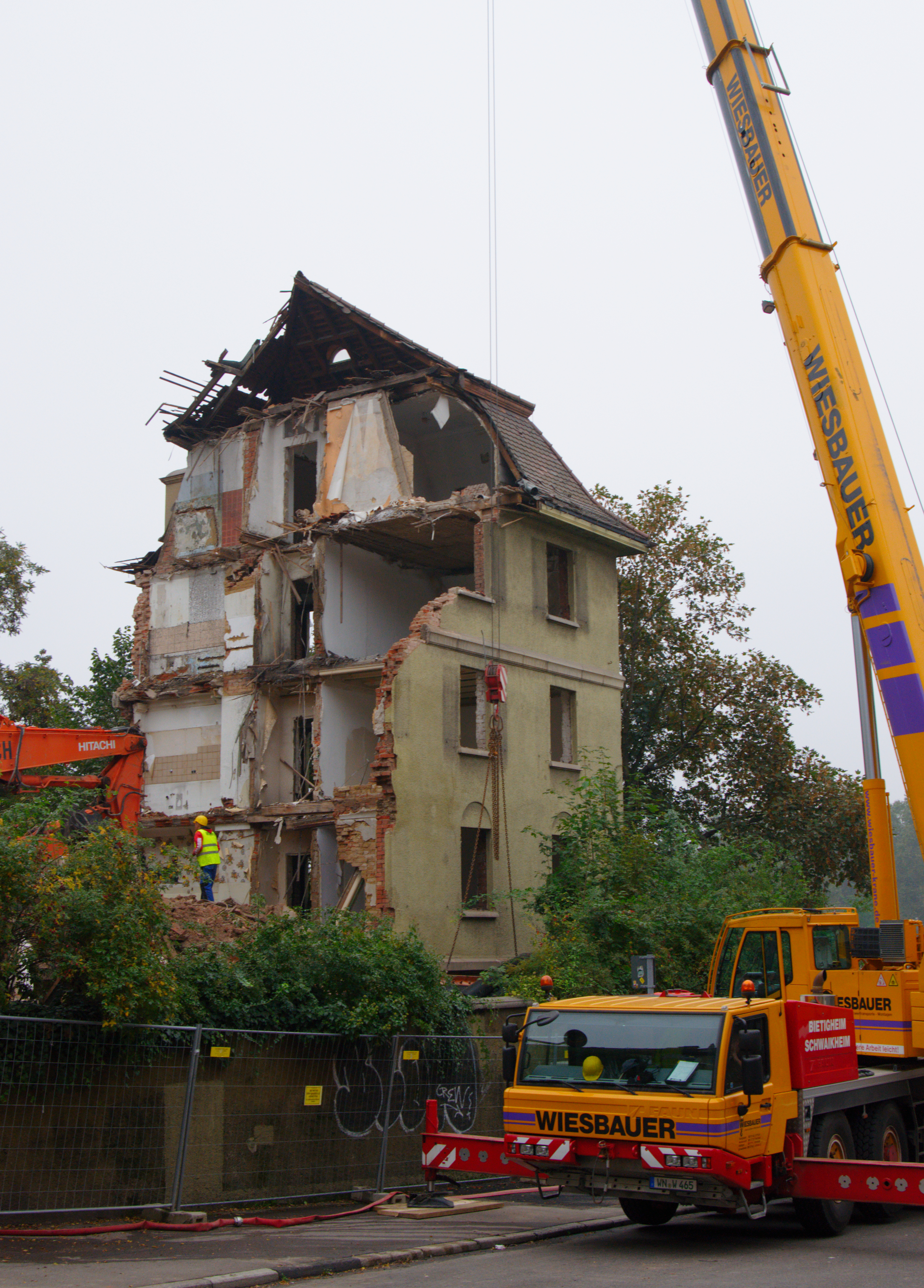
Abrissarbeiten am Gebäude (Oktober 2013)

Mitte 1998 beabsichtigte die Deutsche Bahn, das Planfeststellungsverfahren im Spätherbst gleichen Jahres einzuleiten. Im Frühjahr 1999 wurde mit dem Baubeginn für 2001 gerechnet. Die Rohbauzeit wurde mit vier Jahren kalkuliert. Weitere zwei Jahre waren für die bahntechnische Ausrüstung vorgesehen. Das Bauwerk sollte in Spritzbetonbauweise weitgehend mit Hydraulikbaggern vorgetrieben werden. Nur in Einzelfällen waren Sprengungen vorgesehen.
Der Tunnel einschließlich eines vorgelagerten Troges und wenigen Metern daran anschließender freier Strecke bildet den Planfeststellungsabschnitt 1.2 (Baukilometer 0,432 bis 10,030). Der Planfeststellungsabschnitt schließt ferner den Anfang des Tunnels Obertürkheim (km 0,432 bis km 0,855 der Nordröhre aus Ober-/Untertürkheim bzw. km 0,432 bis km 1,155 der Südröhre nach Ober-/Untertürkheim) mit ein.
Das Planfeststellungsverfahren für den Fildertunnel wurde am 17. Dezember 2001 beantragt. Das Anhörungsverfahren wurde am 24. Oktober 2002 eingeleitet. Die Planunterlagen wurden daraufhin vom 4. November 2002 bis 3. Dezember 2002 öffentlich ausgelegt. Die Träger öffentlicher Belange wurden am 4. November 2002 angeschrieben und hatten bis zum 15. März 2003 Gelegenheit zur Stellungnahme. insgesamt wurden rund 2500 Einwendungen erhoben. Der Erörterungstermin fand vom 7. bis 11. April im Kursaal Bad Cannstatt statt. Am 10. April 2003 wurde der Erörterungstermin aufgrund eines Verfahrensfehlers abgebrochen: Die Deutsche Bahn hatte Varianten der Zwischenangriffe Weidachtal und Sillenbuch intern diskutiert, aber nicht öffentlich ausgelegt. Daraufhin mussten die ergänzenden Unterlagen erneut ausgelegt werden. Das Eisenbahn-Bundesamt wollte nach eigenen Angaben von April 2003 bis Jahresende über die Planfeststellung entscheiden.
Zusammen mit dem parallel erörterten Planfeststellungsabschnitt 1.1 (Hauptbahnhof) galt das Anhörungsverfahren zu dieser Zeit als das größte und komplizierteste in der Geschichte des Regierungspräsidiums Stuttgart. Am 11. April 2003 wurde der Erörterungstermin nach fünf Tagen und rund 55 Stunden Debatte abgeschlossen. Die Deutsche Bahn sagte unter anderem zu, zu prüfen, ob die beiden Zwischenangriffe zu einem Zwischenangriff zusammengelegt werden könnten. Bis Juli bzw. August 2003 sollten die Anhörungsberichte für die Abschnitte dem Eisenbahn-Bundesamt vorgelegt werden.
Die Planung sah dabei zunächst vor, den Fildertunnel – soweit in Spritzbetonbauweise errichtet – mit zwei Zwischenangriffen herzustellen, um die Bauzeit zu reduzieren. Der Zwischenangriff Sillenbuch sollte bei 48° 44′ 36,7″ N, 9° 11′ 59,4″ O entstehen und den Fahrtunnel bei
48° 44′ 40,6″ N, 9° 10′ 50,7″ O erreichen. Der vorgesehene Zwischenangriff Weidachtal sollte von 48° 43′ 39,3″ N, 9° 10′ 10,7″ O vorgetrieben werden und den Fahrtunnel bei 48° 44′ 3,8″ N, 9° 10′ 17,7″ O erreichen.

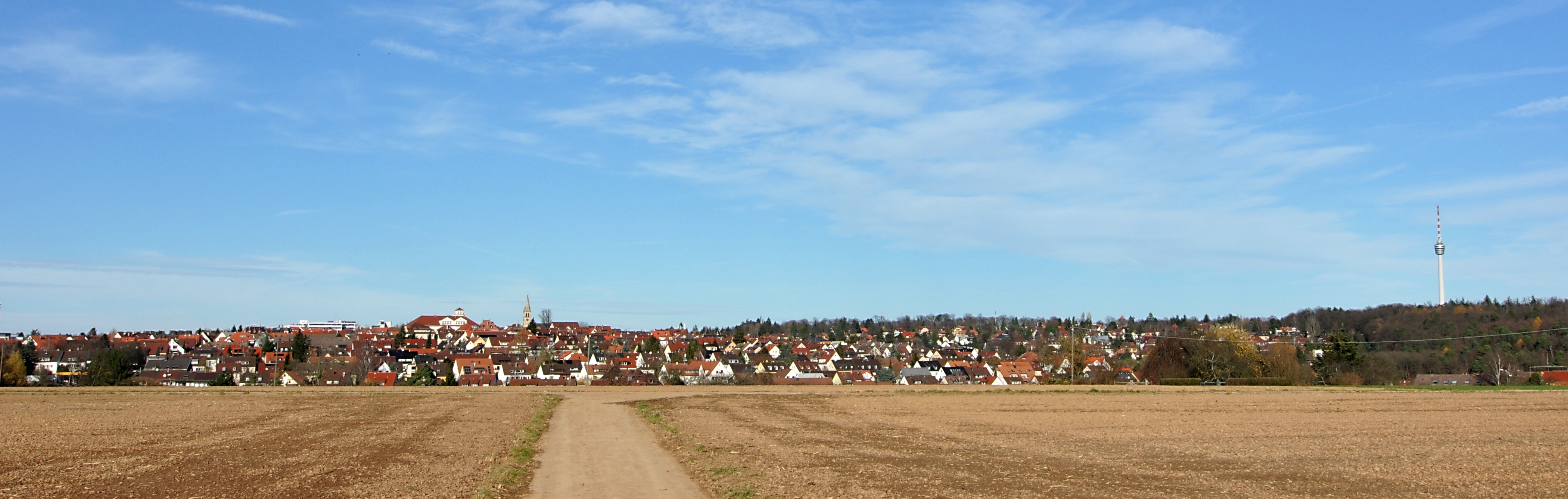
Oberhalb des Schnittpunkts des ehemaligen Zwischenangriffs Weidachtal mit dem Fahrtunnel. Blick auf Degerloch.
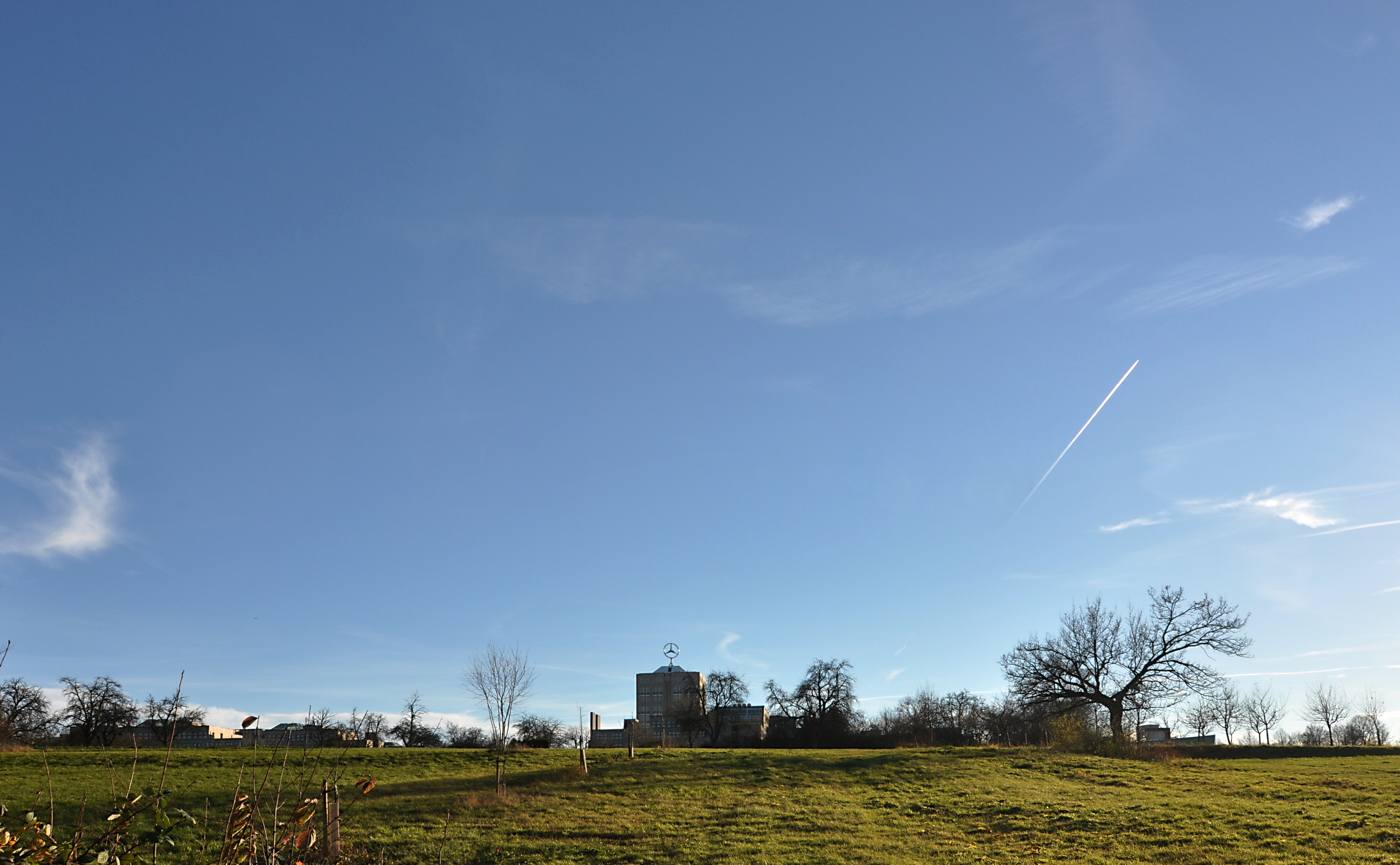
In diesem Bereich wäre der Zwischenangriff Weidachtal an die Oberfläche getreten.
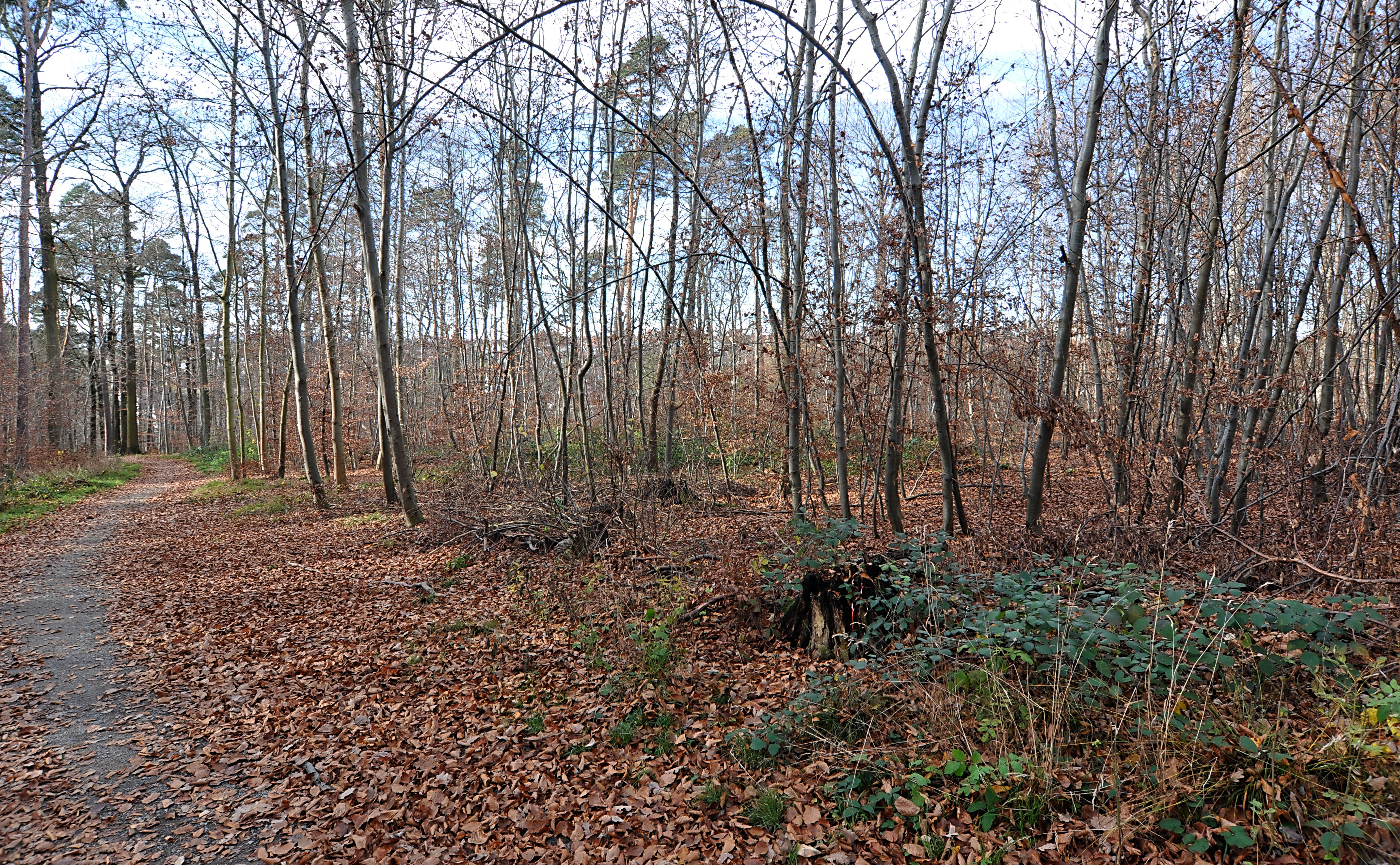
Oberhalb des Schnittpunkts des ehemals geplanten Zwischenangriffs Sillenbuch mit dem Fahrtunnel.
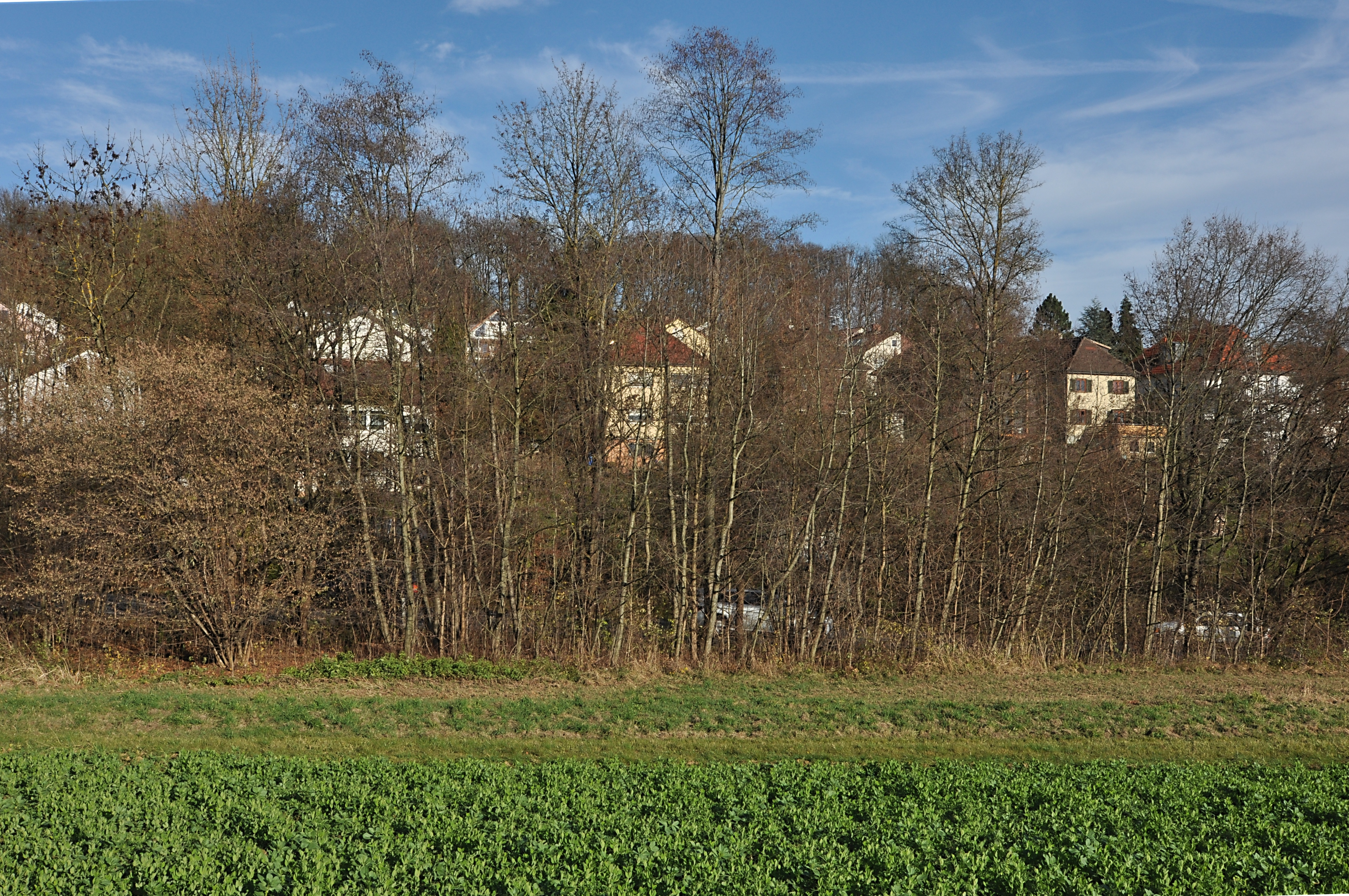
Hier wäre der ehemals geplante Zwischenangriff Sillenbuch an die Oberfläche getreten.

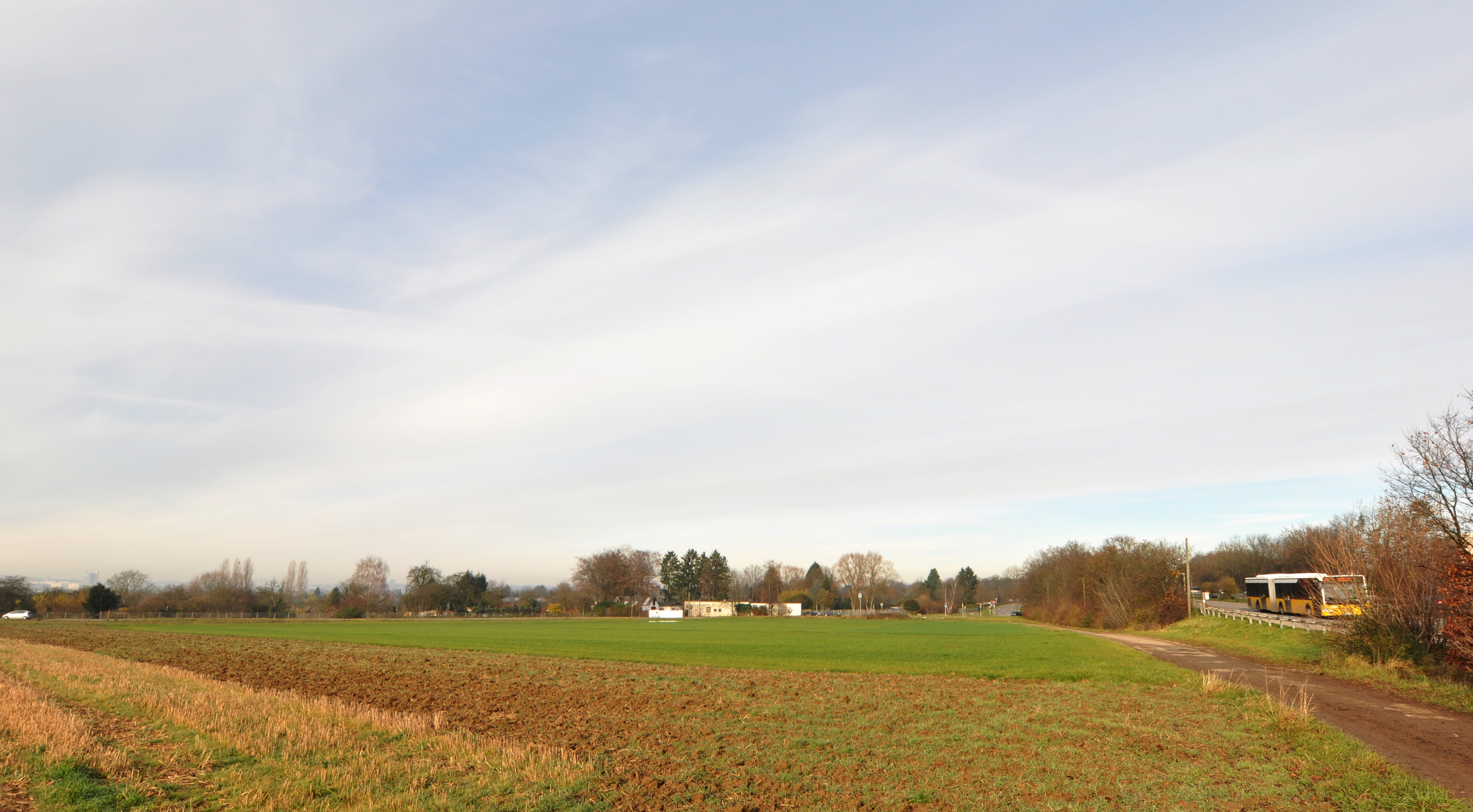
Auf diesem Gelände nordöstlich von Möhringen sollte ein Zwischenangriff entstehen. Diese Pläne wurden 2012 verworfen.

Mit Planänderung vom 18. August 2003 wurden diese beiden Zwischenangriffe aus der Planung genommen und stattdessen ein Zwischenangriff ausgehend von der Sigmaringer Straße vorgesehen. Darüber hinaus wurde die Trasse im Südostabschnitt des Tunnels verändert. Der Zwischenangriff soll bei 48° 44′ 7,1″ N, 9° 9′ 52,3″ O entstehen und bei 48° 44′ 28,9″ N, 9° 10′ 38″ O auf den Fahrtunnel treffen.
Im Rahmen der ersten Planänderung wurden 26 Einwendungen erhoben. Die Erörterung fand am 8. und 9. März 2004 in Degerloch statt. Ende Juni 2004 übergab das Regierungspräsidium Stuttgart dem Eisenbahn-Bundesamt den Anhörungsbericht.
Der Planfeststellungsbeschluss für diesen Abschnitt wurde vom Eisenbahn-Bundesamt am 19. August 2005 erlassen und am 6. September 2005 offiziell bekannt gegeben.
Der Vortrieb sollte im Zuge der überarbeiteten Planung von 2003 von vier Punkten erfolgen:
- Aus der Anfahrgrube Hauptbahnhof Süd sollen die beiden zweigleisigen Tunnelröhren und das Verzweigungsbauwerk vorgetrieben werden (km 0,432 bis km 0,680).[19]
- Aus dem Anfahrstollen Rettungszufahrt Hauptbahnhof Süd soll der Vortrieb von km 0,7 Richtung Filderebene bis km 3,600 laufen. Rund 567.000 m³ Überschussmassen werden in diesem Bereich erwartet.[19]
- Der Zwischenangriff Sigmaringer Straße soll vom zukünftigen Tunnelkilometer 5,450 in beiden Richtungen (bis km 3,600 Richtung Hauptbahnhof bzw. km 7,700 Richtung Filderebene) laufen.[19] Der Zugangsstollen ist 1,3 km lang.[3]
- Vom zukünftigen Filderportal soll der Vortrieb von km 9,765 bis km 7,700 erfolgen.[19]

Im Zuge des Tunnelprojekts sollen einschließlich eines 240 m langen Verzweigungsbauwerkes etwa 18,7 km bergmännisch erstellte Tunnelröhren entstehen. Diese werden mittels Tunnelbohrmaschinen im Spritzbetonverfahren hergestellt. Im Bereich des Südportals werden 255 m in offener Bauweise erstellt. Darüber hinaus ist die Errichtung eines 1,3 km langen Zwischenangriffsstollens sowie einer 250 m langen Rettungszufahrt vorgesehen. 19 Querschläge mit einer Länge zwischen 17 m und 24 m sollen die beiden Röhren miteinander verbinden.
Am 8. Februar 2007 wies der Verwaltungsgerichtshof (VGH) Mannheim Klagen gegen den Fildertunnel ab. Das Bundesverwaltungsgericht in Leipzig bestätigte diese Entscheidung mit Beschluss vom 5. Juni 2008 (Az. 9 B 34/07). Von 2006 (Verwaltungsgericht Mannheim) bis April 2013 (Bundesverwaltungsgericht) klagte ein Bewohner des Hauses Sängerstraße 4 (Lage) erfolglos gegen den Abriss des von ihm bewohnten Gebäudes. Das Gebäude liegt am Übergang des geplanten Hauptbahnhofs zum Fildertunnel.
Der dem Finanzierungsvertrag von 2009 zu Grunde gelegte Rahmenterminplan sah vor, die Bauarbeiten Anfang 2012 zu beginnen und Ende 2018 abzuschließen. Für Inbetriebnahme und Probebetrieb war das Jahr 2019 vorgesehen.
Laut Angaben der Deutschen Bahn hätten im Rahmen einer gutachterlichen Überprüfung die 2009 vorgelegten Einsparpotentiale bestätigt werden können.

#### Zweites Planänderungsverfahren
Am 2. September 2010 stellte die Deutsche Bahn einen Antrag auf Planänderung. Am 29. Oktober 2010 bat das Eisenbahn-Bundesamt (EBA) um weitere Planunterlagen. Die Unterlagen wurden am 4. Mai 2011 wieder vorgelegt.
Gegenstand des Verfahrens sind unter anderem zusätzliche Verbindungsbauwerke zwischen den beiden eingleisigen Röhren, mit denen deren Längsabstand von 1000 auf 500 m reduziert wird. Ergänzend wurde, zusätzlich zum konventionellen Spritzbetonvortrieb, ein Maschinenvortrieb mit Tunnelbohrmaschinen beantragt; für den Maschinenvortrieb wurde eine Wendekaverne unter dem Wagenburgtunnel in die Planung aufgenommen. Zunächst bei Baukilometer 0,825 in beiden Röhren vorgesehene Montagekavernen von 45 m Länge, 20 m Breite und 18 m Höhe wurden im Rahmen des Anhörungsverfahrens verworfen. Die Zahl der Grundwassersperren im unausgelaugten Gipskeuper (Dammringe) soll von 12 auf 15 ebenso erhöht werden wie die Zahl der Injektionsringe im unausgelaugten Gipskeuper, von 14 auf 20. Daneben wurde das Trogbauwerk auf der Filderebene um 12 auf 108 m verkürzt. Beantragt wurden ein Kreis- statt eines Maulprofils im oberen Bereich (ab km 5,04), die Verlängerung des für einen Innenradius von 4,70 m vorgesehenen Bereichs von zuvor km 5,47 bis nunmehr km 5,04 und ein variabler Querschnitt im unteren Bereich von 4,05 bis 4,55 m.
Mit Schreiben vom 10. Juni 2011 bat das EBA das Regierungspräsidium Stuttgart um Durchführung des Anhörungsverfahrens, das am 14. Juli 2011 eingeleitet wurde. Die Träger öffentlicher Belange erhielten mit Schreiben vom 28. Juli 2011 Gelegenheit zur Stellungnahme bis 18. Oktober 2011. Vom 5. September bis 4. Oktober 2011 wurden die Pläne öffentlich ausgelegt. Die Einwendungsfrist endete am 18. Oktober 2011. Insgesamt wurden knapp 4000 (weitgehend gleichförmige) Einwendungen von Privatpersonen erhoben. Der Erörterungstermin fand am 30. und 31. Januar 2012 im Veranstaltungszentrum Waldaupark in Stuttgart statt. Am 6. Juli 2012 schloss die Anhörungsbehörde ihre Stellungnahme ab. Am 9. Oktober 2012 beantragte die DB eine weitere Planänderung zur Verlängerung des bergmännischen Vortriebs um rund 80 m in Richtung Filderportal. Um das Grundwassermanagement im Juni 2012 beginnen zu können, hätte die beantragte Planänderung nach Angaben der Deutschen Bahn bis Februar 2012 abgeschlossen werden müssen.
Für den Maschinenvortrieb wurden drei verschiedene Varianten erwogen: Ein Auffahren des gesamten Tunnels mit 4,7 m Innenradius, der Einsatz verschiedener Maschinen für den oberen und unteren Bereich (unterschiedliche Querschnitte) sowie ein Umbau der Maschinen im (dann in Spritzbetonbauweise zu errichtenden) Bereich des Querschnittswechsels. Die Mehrkosten einer Ablehnung der neuen Vortriebsmethoden wurden in einer internen Schätzung DB mit 28,6 Millionen Euro beziffert.
Das Eisenbahn-Bundesamt (EBA) rechnete Mitte 2011 durch die notwendige Überarbeitung der Pläne und deren erneute Auslegung mit einer Verzögerung um wenigstens ein Jahr. Die Deutsche Bahn rechnete im März 2012 mit einer Entscheidung des EBA bis zum 30. Juni 2012. Im August 2012 rechnete sie mit einer Entscheidung zwischen Anfang und Mitte Oktober 2012. Im Oktober 2012 rechnete das Unternehmen mit der Genehmigung bis März 2013.
Am 26. Februar 2013 wurde der Planänderungsbeschluss erlassen und Sofortvollzug angeordnet. Gegen den Bescheid wurden vier Klagen erhoben.

#### Ausführungsplanung
Laut einem Medienbericht von Juli 2011 sollte bis Mitte 2012 die Ausführungsplanung für das Bauwerk erstellt werden. Bis dahin würden Kosten in Höhe von rund 60 Millionen Euro anfallen. Die Planung sei damals rund ein Dreivierteljahr hinter dem Zeitplan zurückgelegen.

#### Weitere Planung
Die Baustellenfläche an der A 8 soll von 34.000 auf 62.725 Quadratmeter vergrößert werden. Zur Begründung führte die Deutsche Bahn den ab 2016 geplanten paralleleren Vortrieb an beiden Röhren an. Die zusätzliche Fläche solle später ferner für den Bau des Flughafenabschnitts verwendet werden. Der BUND kritisierte den Eingriff in wertvolle Böden. Der diesbezügliche Planänderungsbescheid erging am 25. April 2016.
Die Deutsche Bahn strebt seit Ende 2015 eine Planänderung an, um im Kernerviertel im Bereich der zwei zweigleisigen Röhren 20 statt vormals 8 Gebäude durch Hebungsinjektionen anzuheben. Ein entsprechender Antrag zur Ausweitung dieses Hebungsfeldes, mit dem die Gebäude angehoben und der Untergrund stabilisiert werden soll, befand sich im März 2016 in Eingangsprüfung beim Eisenbahn-Bundesamt. Während die Deutsche Bahn die Maßnahme mit neuen Möglichkeiten durch technischen Fortschritt begründet, vermuten Anwohner größere geologische Risiken als bislang erwartet.
Die Initiative Fernsehturmfreunde sammelt seit Ende 2015 Unterschriften, um die Trasse des Fildertunnels im Bereich des Fernsehturms um mindestens 250 Meter nach Osten zu verlegen. Bis Anfang Januar 2016 kamen knapp 2000 Unterschriften zusammen.
Im Mai 2018 erging an ein Planänderungsbeschluss zur Verschiebung des nördlichsten Verbindungsbauwerks, begründet durch beim Vortrieb vorgefundene geologische Bedingungen, von km 0,654 nach 0,739.

### Ausschreibung und Vergabe
Der Bau des Fildertunnels sowie des Tunnels Obertürkheim wurde am 5. Mai 2010 europaweit ausgeschrieben. Die Präqualifizierung für das anschließende Verhandlungsverfahren lief bis 20. Mai 2010. Der zu vergebende Bauvertrag sollte vom 1. Februar 2011 bis 31. Dezember 2017 laufen. Die geschätzten Kosten für die komplette Realisierung beider Planfeststellungsabschnitte (1.2 und 1.6a) lagen bei 1,7 Milliarden Euro. Einem Medienbericht zufolge endete die Bindefrist der Angebote am 31. Mai 2011.
Laut Angaben der Deutschen Bahn sei der Bauauftrag für die Tunnel Filder und Obertürkheim am 30. Juli 2011 an eine Bietergemeinschaft unter Führung der Porr vergeben worden. Dem als Austrian Tunnel Consortium Stuttgart 21 bezeichneten Konsortium gehören darüber hinaus ÖSTU-Stettin, Hinteregger und Swietelsky an. Anfang September 2011 wurde die Vergabe im Amtsblatt der Europäischen Union bekannt gemacht. Die Auftragssumme beträgt 720 Millionen Euro, wovon laut Bahnangaben zwei Drittel auf den Fildertunnel entfallen. Die Deutsche Bahn beziffert die Auftragssumme mit rund 750 Millionen Euro. Der Anteil von Porr belaufe sich auf rund 350 Millionen Euro. Es ist der bislang größte Tunnelbau-Auftrag für den Konzern. Laut Angaben der Deutschen Bahn sei damit etwa ein Viertel der Vergaben des Projekts Stuttgart 21 erfolgt. Vier Bietergemeinschaften hätten sich an den Ausschreibungen beteiligt.
Nach Angaben von Martin Herrenknecht habe die Deutsche Bahn in der Ausschreibung zunächst nur konventionellen Tunnelvortrieb vorgesehen. Auf eigene Kosten habe das Unternehmen ein Gegengutachten erstellen lassen und damit die Zulassung des Maschinenvortriebs erreicht. Zusammen mit dem Boßlertunnel seien damit 80 bis 100 Millionen Euro eingespart worden. Ein anderer Pressebericht nennt allein für den Fildertunnel Einsparungen in Höhe von rund 100 Millionen Euro.

### Bau

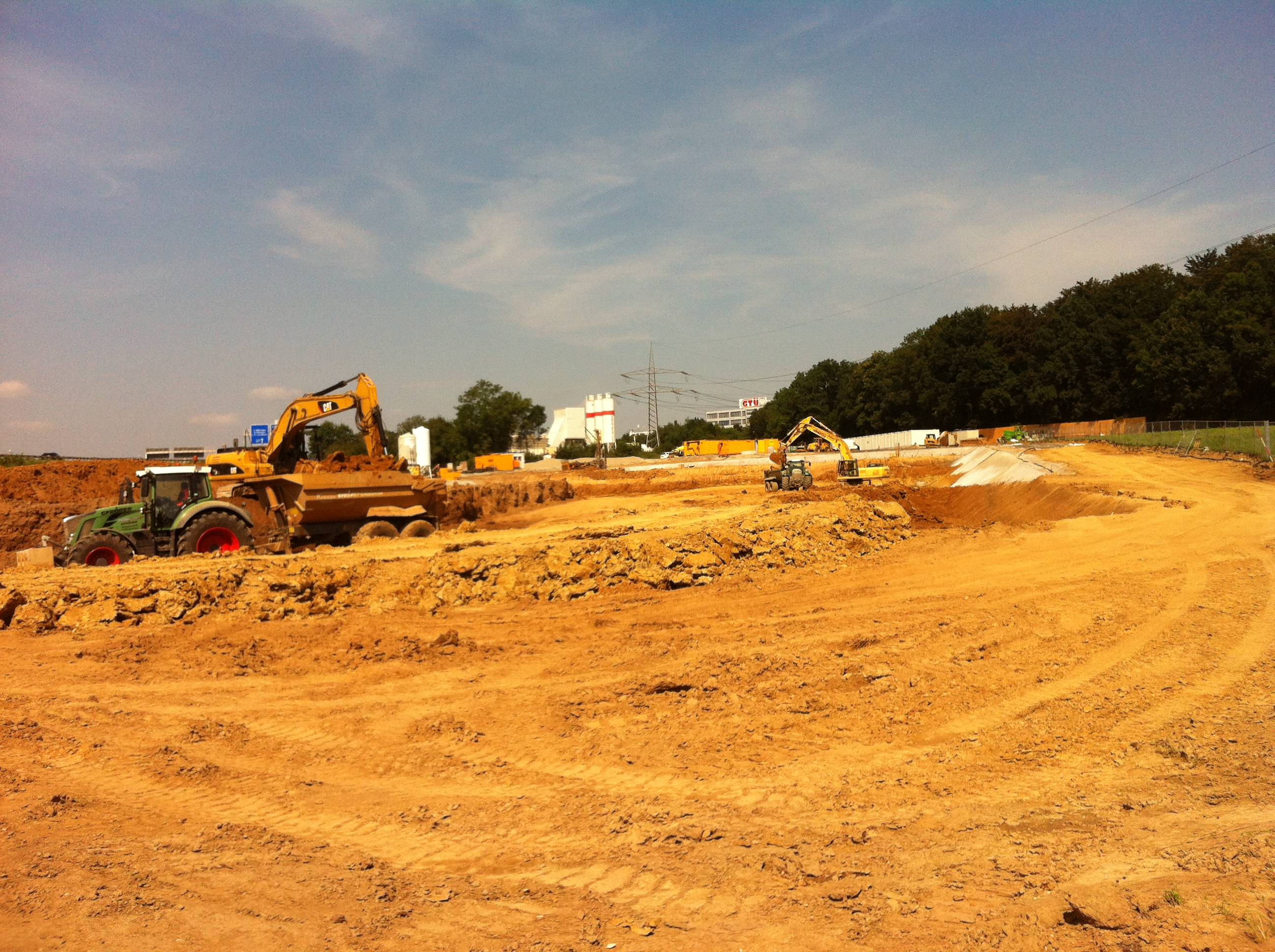
Arbeiten an der Startbaugrube auf den Fildern im August 2013

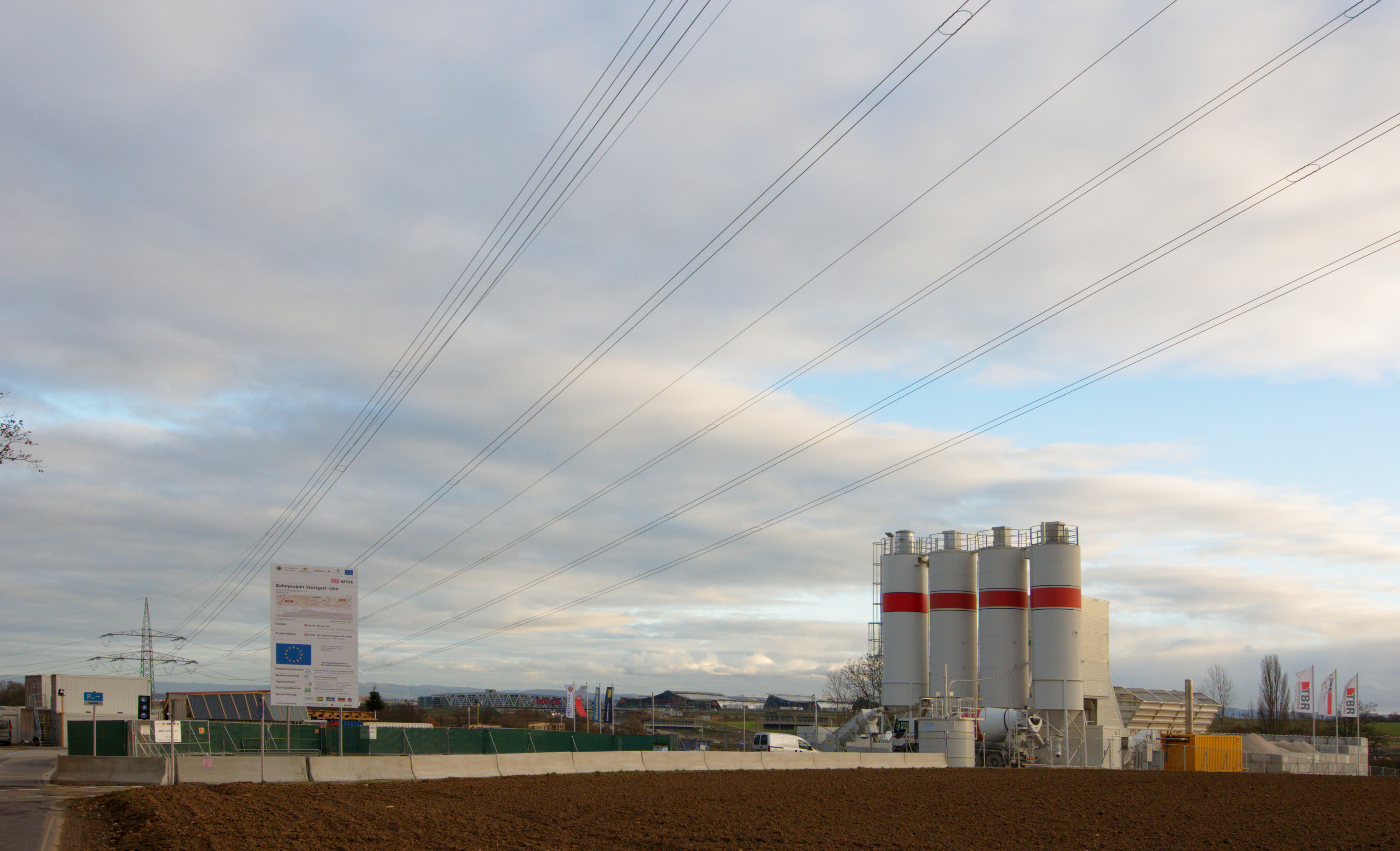
Die Baustelle im Dezember 2013

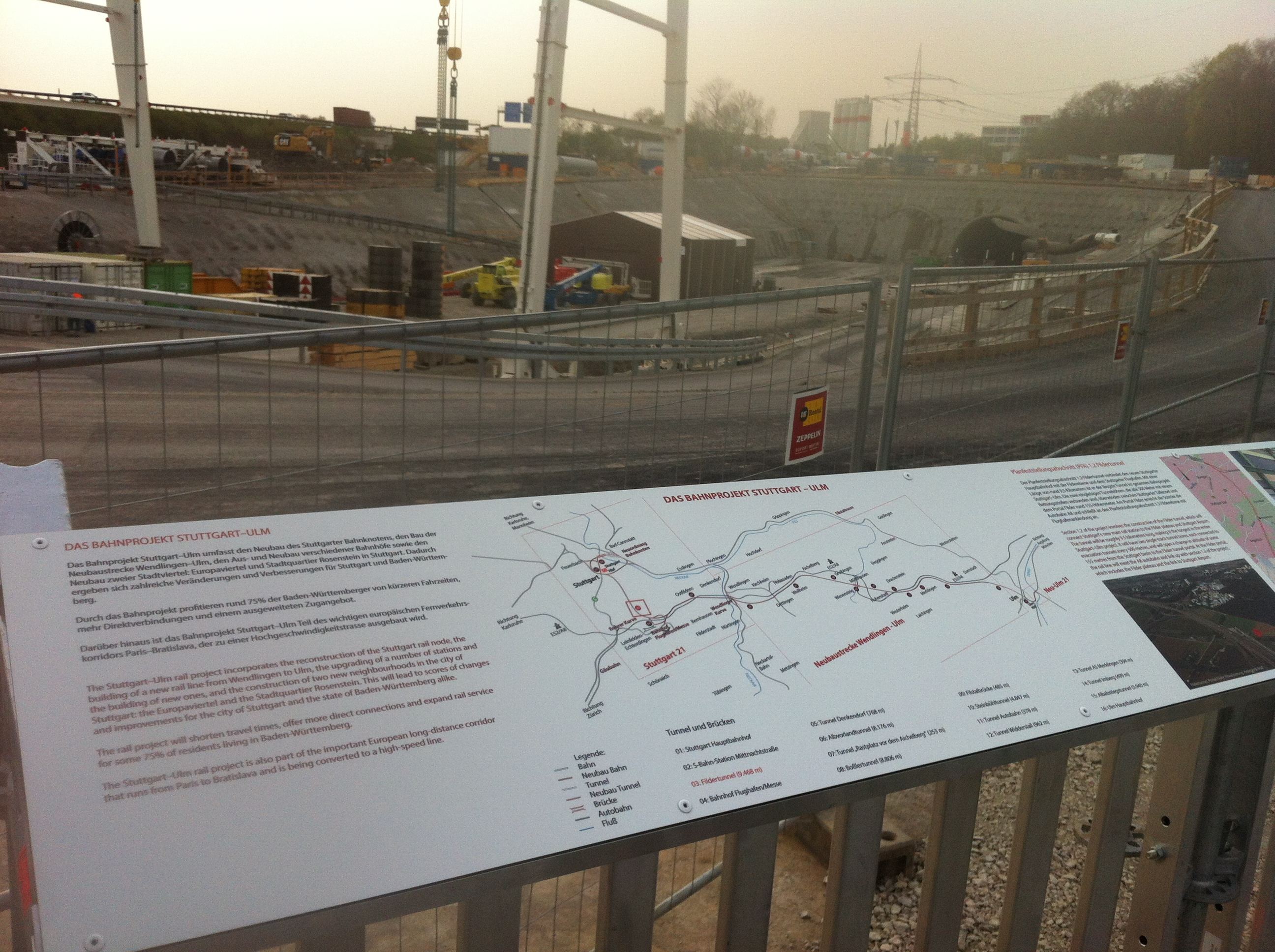
Blick vom Besucherpodest auf die Baustelle im April 2014

Bei Auftragsvergabe, Mitte 2011, rechnete Porr damit, die Bauarbeiten im August 2011 zu beginnen und bis Februar 2018 abzuschließen.
Noch 2012 sollten, nach dem Planungsstand von März 2012, Vorabmaßnahmen für den Einschnitt am Südportal erfolgen. Der Baubeginn war dabei für Anfang 2013 geplant. Im Dezember 2008 war mit dem Baubeginn noch für Anfang 2011 gerechnet worden.
Anfang August 2012 wurde eine Änderung des Vortriebskonzepts bekannt, die aus einem Sondervorschlag des beauftragten Konsortiums beruht. Demnach soll der Vortrieb einzig vom Südportal und in fünf Schritten erfolgen: Zunächst soll per Tunnelvortriebsmaschine der südliche Teil einer der beiden Röhren vorgetrieben werden und die Maschine anschließend zurückgezogen werden, um anschließend die zweite Röhre abschließend vorzutreiben. Zwischenzeitlich soll ein rund 1150 m langer Bereich in der Mitte des Tunnels in beiden Röhren konventionell vorgetrieben werden. Die Vortriebsmaschine soll diesen Bereich in der zweiten Röhre passiv durchfahren und den Vortrieb anschließend bis zum Talkessel fortsetzen. Die Maschine soll in einer 25 m unter dem Wagenburgtunnel liegenden Wendekaverne demontiert, in die erste Röhre verbracht und gewendet werden. Von dort soll schließlich der Vortrieb der übrigen 4,5 km der ersten Röhre erfolgen. Von 20 Tunnelkilometern sollen 16 im Maschinenvortrieb erstellt werden. In einer Röhre (Gleis 801) sollen 8321 m und in der anderen Röhre (Gleis 802) 7616 m maschinell vorgetrieben werden. Die übrigen Abschnitte sollen in Spritzbetonbauweise entstehen. Laut Angaben der Deutschen Bahn soll der Zwischenangriff Sigmaringer Straße nunmehr nur bei Problemen mit der Tunnelvortriebsmaschine errichtet werden (Stand: Februar 2014). Laut Bahnangaben von 2003 wurden je Meter Zwischenangriffstunnel wenigstens 11.000 Euro veranschlagt.
Am 2. Mai 2012 begann die Deutsche Bahn nach eigenen Angaben damit, die Eigentümer der von dem Projekt betroffenen Grundstücke Einverständniserklärungen über die Inanspruchnahme ihrer Grundstücke zu verschicken. Über Entschädigungen solle laut Bahnangaben erst später verhandelt werden. Der Stuttgarter Haus- und Grundbesitzerverein warnte die Eigentümer davor, leichtfertig solche Einverständniserklärungen zu unterschreiben.
Am Fildertunnel kommt erstmals in Stuttgart eine Tunnelvortriebsmaschine zum Einsatz. Sie wurde unmittelbar nach der Volksabstimmung zu Stuttgart 21 beauftragt. Im März 2012 begann der Bau der 110 m langen und 2100 t schweren Maschine. Nach anderen Angaben wurde die Maschine mit der Bezeichnung S-738 nach einjähriger Bauzeit im Oktober 2012 fertiggestellt. Der Wert der Maschine wird mit 20 Millionen Euro beziffert. Etwa 30 bis 40 Fachleute waren mit dem Bau der Maschine befasst.
Die Maschine sollte zunächst im März 2013 geliefert werden. Für den Transport wurde sie in Teile zerlegt und zunächst im Rheinhafen Kehl eingelagert. Am 5. Dezember 2013 traf der 100 t schwere Bohrschild nach einem mehrtägigen Schiffstransport über Rhein und Neckar in Stuttgart ein. Der Schild wurde zwischengelagert und sollte später auf die Baustelle transportiert werden. In der Nacht vom 12. auf den 13. Dezember 2013 wurde das 170 Tonnen schwere Hauptlager der Tunnelbohrmaschine vom Stuttgarter Hafen mit einem Schwertransporter zum südlichen Tunnelportal gefahren. Die übrigen Teile der Maschine sollten per Lkw angeliefert werden.
Die Startbaugrube an der Willy-Brandt-Straße sollte nach Bahnangaben von Oktober 2012 ab Mai 2013 entstehen. Nach Angaben von Martin Herrenknecht von Dezember 2012 sei der für Sommer 2013 geplante Vortriebsbeginn aufgrund von Unzulänglichkeiten auf der Baustelle kaum zu schaffen. Mitte November 2012 wurde eine Verzögerung in der Bauablaufplanung bekannt. Der zuvor für März 2013 geplante Baubeginn sollte zwischen fünf und zehn Monate später erfolgen. Das Baufeld am Gerhard-Müller-Platz sollte erst von August 2013 an vorbereitet und der Vortrieb frühestens ab Januar 2014 erfolgen. Die Tunnelvortriebsmaschine sollte wenigstens fünf Monate länger als zunächst geplant eingelagert werden. Zwischenzeitlich war der Vortriebsbeginn auf den Fildern für Mitte 2014 vorgesehen (Stand: August 2013).
Mitte 2013 begann der Aufbau eines Betonmischwerks am Filderportal. Daneben sollte in den Folgemonaten der Voreinschnitt erstellt werden.
Als Tunnelpatin schlug Bahnchef Rüdiger Grube Gerlinde Kretschmann, die Ehefrau des baden-württembergischen Ministerpräsidenten Winfried Kretschmann vor. Nachdem diese am 14. Juni 2013 abgesagt hatte, übernahm Tülay Schmid, die Ehefrau des stellvertretenden Ministerpräsidenten Nils Schmid, das Ehrenamt.
Ab Herbst 2013 sollte für den Materialtransport ein Förderband über den Gebhard-Müller-Platz errichtet werden (Stand: Juni 2013). Es wurde letztlich Ende März 2016 in Betrieb genommen. Darüber sollten zunächst etwa 700 Tonnen Material pro Tag abtransportiert werden, insgesamt etwa 900.000 Tonnen.
Zwischen den bauausführenden Unternehmen und der Stadt war der Standort eines Betonwerks zur Produktion von Tübbingen strittig. Die Stadt Stuttgart bestand auf einem eigenständigen Planfeststellungsverfahren für ein solches Werk, die DB und das Eisenbahn-Bundesamt hielten dies für unnötig. Porr sah schließlich von einem solchen Werk auf den Fildern ab. Der Auftrag, um den sich zwischenzeitlich acht Unternehmen beworben hatten, wurde Anfang August 2013 an das Fertigteilwerk Max Bögl (Sengenthal, Oberpfalz) vergeben. Der 80-Millionen-Euro-Auftrag sei der größte in der Geschichte des Werkes.
Laut Planung von Juni 2013 sollte nach Inbetriebnahme einer Anlage zur Grundwassersteuerung Ende September 2013 der Vortrieb am Zufahrtsstollen am Wagenburgtunnel beginnen. Er begann schließlich am 4. November 2013. Aufgrund einer fehlenden Unterfahrgenehmigung für das Grundstück Schützenstraße 4 wurde der Vortrieb am 17. November 2013 unterbrochen, nachdem über die Höhe der Entschädigung keine Einigung erzielt werden konnte. Bis dahin waren rund 45 m vorgetrieben worden. Nach einer vorläufigen Einigung wurde der Vortrieb Ende November 2013 wieder aufgenommen. Die endgültige Höhe der Entschädigung soll später festgelegt werden.

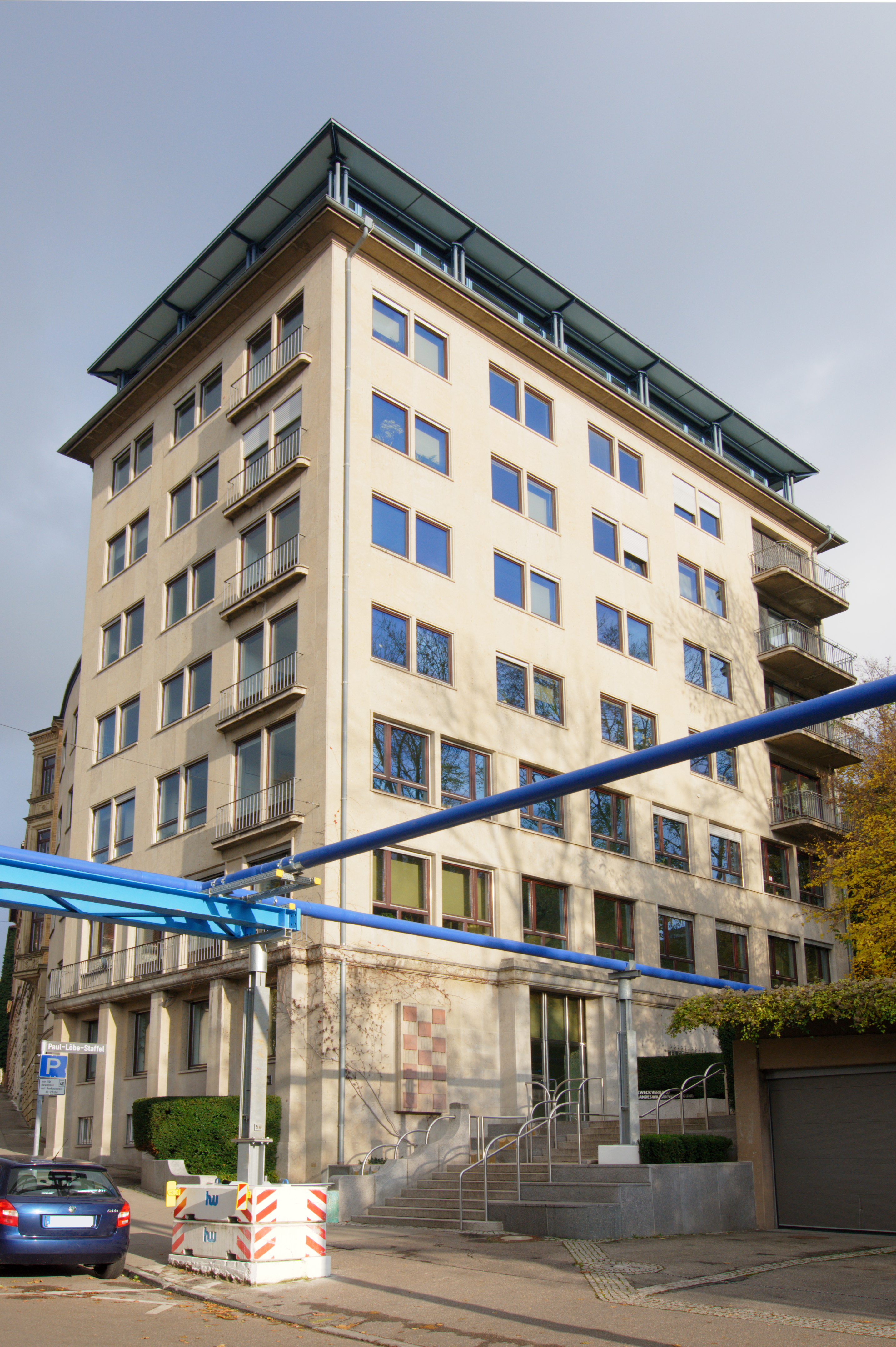
Gebäude Schützenstr. 4.

Ungleichmäßige Setzungen am Gebäude Schützenstraße 4 führten im Januar 2014 zu Rissen am Gebäude, in deren Folge die Vortriebsgeschwindigkeit reduziert wurde.
Am 10. Juli 2014 fand die feierliche Tunneltaufe statt. Per Knopfdruck setzte die Patin das Schneidrad der vor dem Südportal stehenden Maschine in Bewegung.
Die Feier mit fast 500 geladenen Gästen, darunter Bahnchef Rüdiger Grube und Stuttgarts Oberbürgermeister Fritz Kuhn, wurde von etwa 150 Demonstranten begleitet. Am gleichen Tag fand ein Tag der offenen Baustelle statt.
Der Maschinenvortrieb von den Fildern sollte, nach Angaben von Oktober 2013, im September 2014 beginnen. Der Vortrieb im Talkessel sollte, nach Angaben von Oktober 2013, im Juni 2014 beginnen. Der zuletzt für den 11. November 2014 geplante Vortriebsbeginn erfolgte ohne Angaben von Gründen nicht. Er begann letztlich am 27. November 2014. Der Vortrieb stand von Mitte Dezember 2014 bis Ende Januar 2015 still. Nach der Weihnachtspause seien ab 7. Januar 2015 Feinjustierungen vorgenommen worden. Anfang Januar 2015 waren 86 m vorgetrieben.
Ab 27. Januar 2015 lief der Maschinenvortrieb rund um die Uhr mit täglich zwei je zehnstündigen Schichten, mit jeweils acht Mitarbeitern, davon sechs auf der Maschine. Am 13. März 2015 waren 1000 Meter vorgetrieben – einschließlich der 130 konventionell vorgetriebenen Meter – und 434 Tübbinge verbaut. In der Nacht zum 16. Mai 2015 wurde der 1000. Tübbing-Ring eingebaut, entsprechend einem Maschinenvortrieb von 2000 m. Aufgrund einer im Oktober 2015 gebrochenen Förderschnitte ruhte der Vortrieb für etwa 14 Tage. Im November 2015 beendete die Maschine unter Stuttgart-Hoffeld nach 4080 Tunnelmetern und 1967 Tübbingringen die erste Vortriebsphase. Während der Schildmantel in der Röhre verbleibt, sollte die übrige Maschine im Tunnel demontiert und zurückgezogen werden, um im Frühjahr 2016 den Vortrieb der Weströhre aufzunehmen. Am 5. Dezember 2015 wurde bei einem Unfall ein Arbeiter schwer verletzt.
Am 23. April 2016, kurz bevor der Maschinenvortrieb der zweiten Röhre begonnen werden sollte, fand ein Tag der offenen Baustelle statt, zu den etwa 6000 Menschen kamen. Der Vortrieb begann letztlich am 7. Juni 2016. Beim Vortrieb unter Degerloch, bei einem Abstand von mehr als 100 Metern zwischen Vortrieb und Gebäuden, kam es zu einer Reihe von Anwohnerbeschwerden. Die Deutsche Bahn verwies unter anderem auf die deutliche Einhaltung der Normwerte. Am 4. Juli 2017 brach die Maschine in der Weströhre in die konventionell hergestellte geologische Übergangszone durch.
Die Maschine sollte im November 2017 die dritte, rund 3,6 km lange Schildfahrt, von der geologischen Übergangszone in der Weströhre bis zur Wendekaverne, beginnen. Am 7. August 2018 erreichte der Vortrieb die Wendekaverne. Die Maschine wurde unter Tage in sieben Teile zerlegt und Mitte September 2018 gewendet. Sie begann Anfang November 2018 die vierte, rund 3,4 km lange Schildfahrt, die im Sommer 2019 abgeschlossen werden soll. Die Wendekaverne soll anschließend mit Beton verfüllt werden.

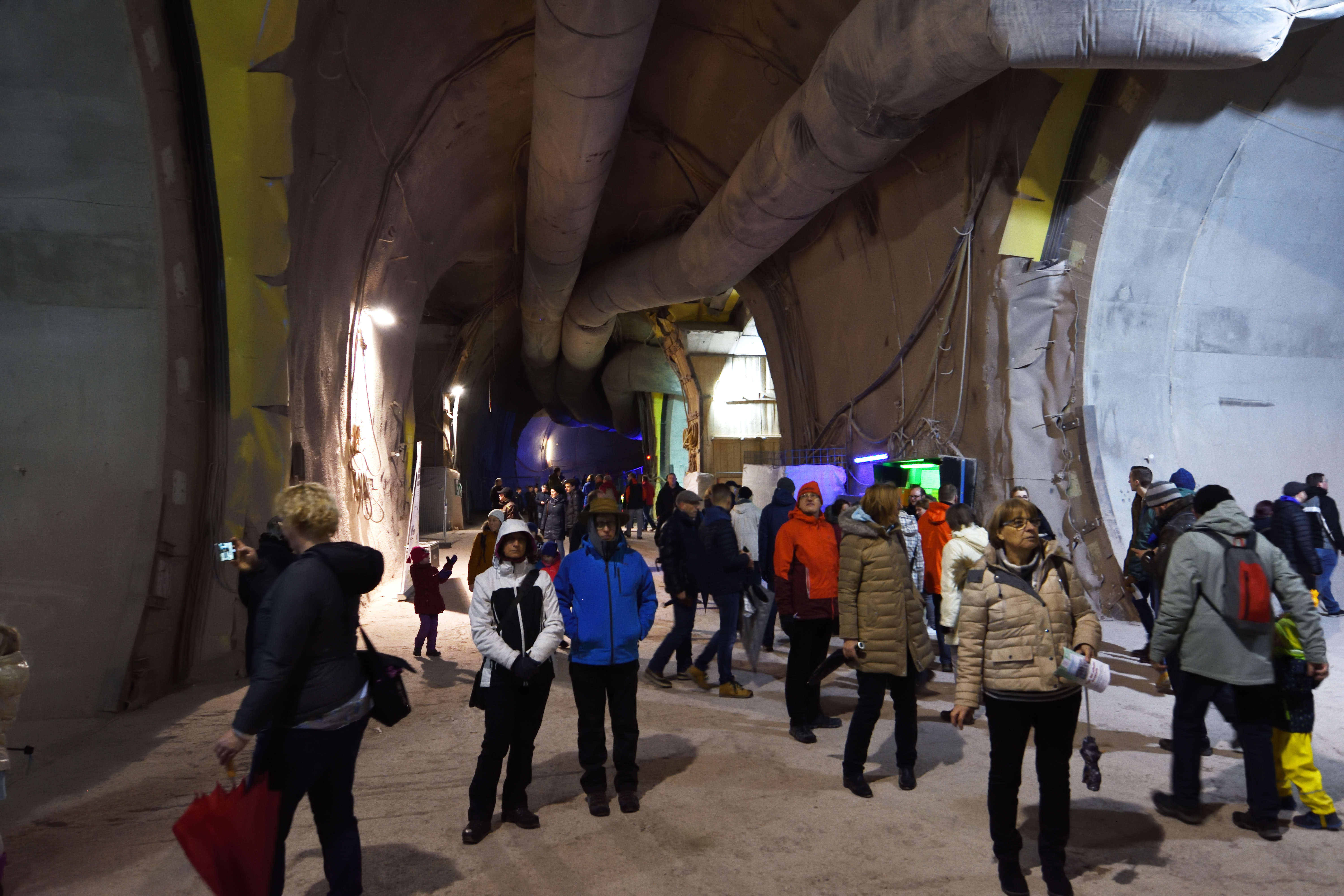
Rettungszufahrt am Übergang vom Hauptbahnhof zum Fildertunnel, im Januar 2019

Anfang März 2018 wurde der konventionelle Vortrieb im Mittelabschnitt abgeschlossen. Zu dieser Zeit lief die Herstellung der 19 Querschläge, ebenfalls in konventioneller Bauweise. Im Mai 2018 erreichte die Maschine den Stadtbezirk Stuttgart-Ost.

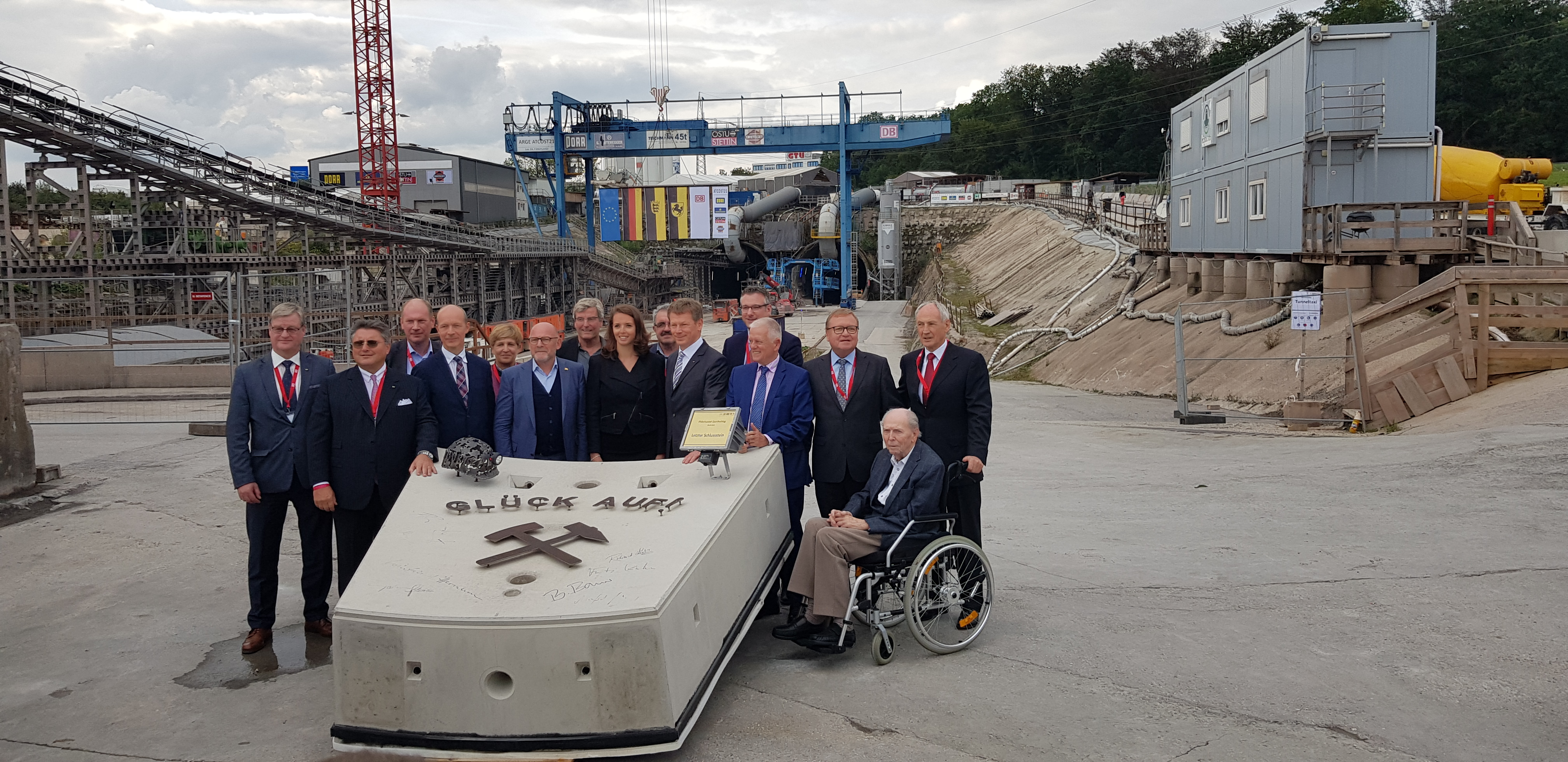
Gäste posieren anlässlich des Ende des Maschinenvortriebs hinter dem symbolischen Schlussstein (9. September 2019)

Am 9. September 2019 wurde das Ende des maschinellen Vortriebs gefeiert. Zu den Rednern zählten Richard Lutz, Baden-Württembergs Verkehrsminister Winfried Hermann sowie Stuttgarts Oberbürgermeister Fritz Kuhn. Beim maschinellen Vortrieb, der bereits am 29. August 2019 abgeschlossen wurde, war ein schwerer Unfall, jedoch keine Todesopfer, zu beklagen.
Der Tunnel sollte Ende 2019 im Rohbau fertiggestellt werden. Nach knapp 15-monatigem Vortrieb wurde am 11. Februar 2020 die erste Röhre zum Hauptbahnhof durchgeschlagen. Die zweite Röhre wurde am 6. Mai 2020 durchgeschlagen.
In der Nähe des Hauptbahnhofs musste ein Verbindungsbau zwischen zwei Häusern abgerissen werden, nachdem sich während der Unterfahrung erhebliche Risse gebildet hatten. Laut Bahnangaben sei der Bau nach dem Zweiten Weltkrieg entgegen den Regeln der Technik errichtet worden. Der Bau soll von der DB neu errichtet werden.
Die Bauzeit wurde von der Deutschen Bahn im Planfeststellungsverfahren und bei Baubeginn mit sieben Jahren angegeben. Davon entfallen fünf Jahre auf den Rohbau und zwei Jahre auf die technische Ausrüstung (Oberbau, Energieversorgung u. a.).
Laut Angaben der mit dem Tunnelbau beauftragten Arbeitsgemeinschaft habe es keine schwerwiegenden Unfälle gegeben.
Im 2. Quartal 2020 waren 83 Prozent der Innenschale vorgetrieben. Im Juli 2020 wurde mit der Errichtung der Innenschale im mittleren Fildertunnel begonnen.
Im August 2021 begann der Einbau der Festen Fahrbahn. 2022 soll der letzte Rohbauabschnitt (am Übergang zum Hauptbahnhof) fertiggestellt werden.
In den Jahren 2012 und 2013 beteiligte sich die Europäische Union mit 20,6 Millionen Euro an der Finanzierung des Fildertunnels.

#### Bautechnik

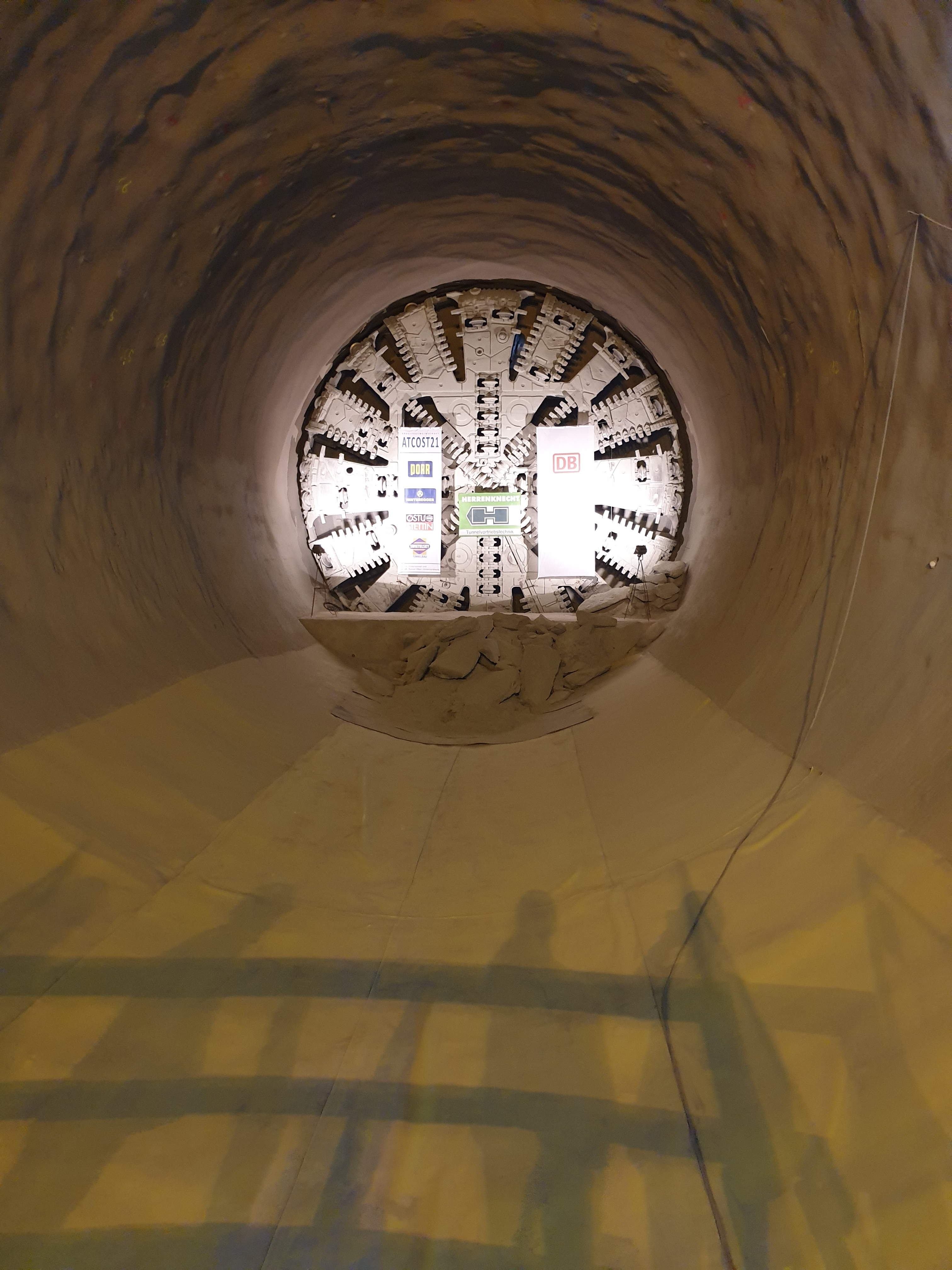
Schild der Vortriebsmaschine nach dem Ende der vierten Schildfahrt, im September 2019

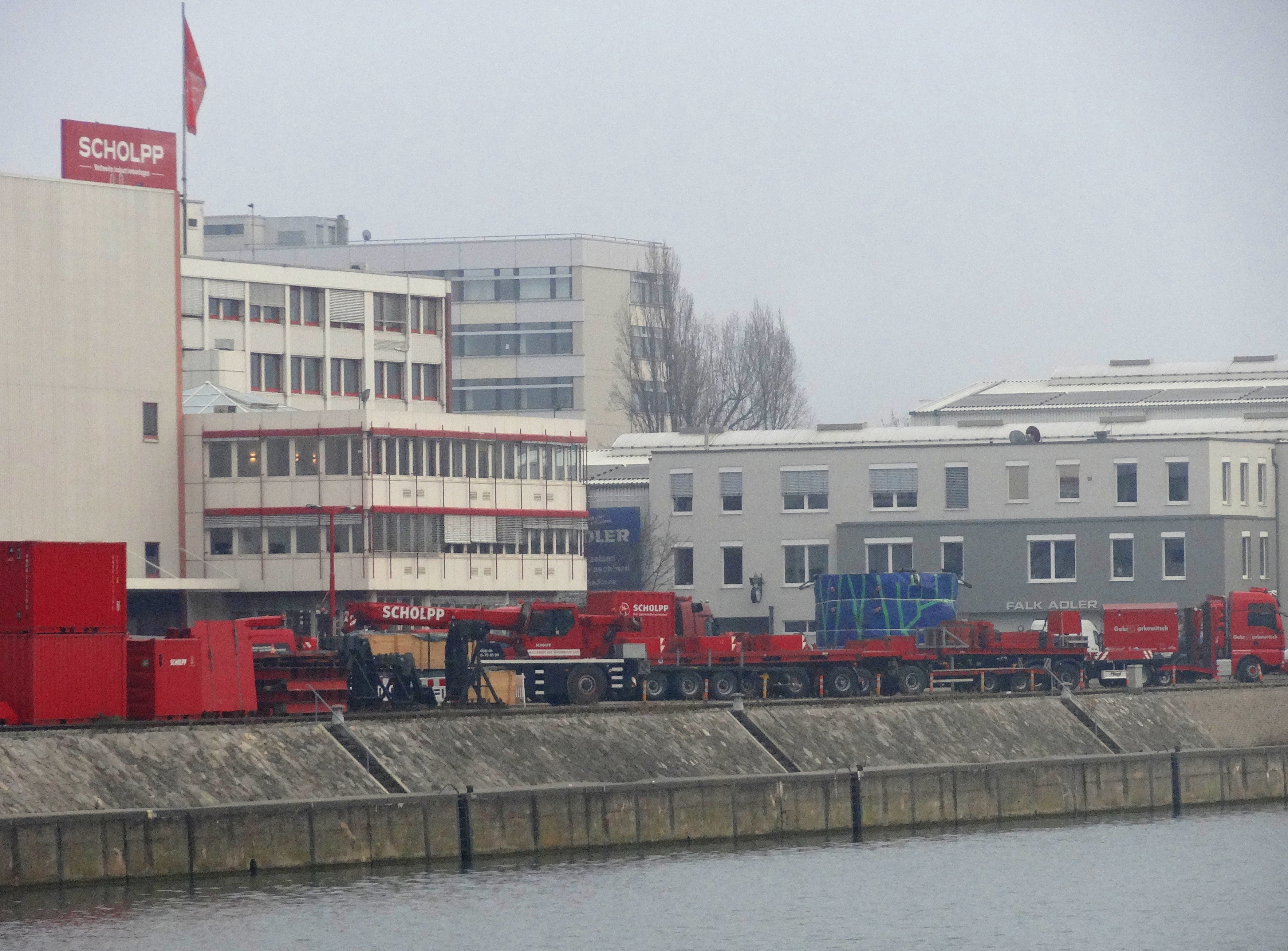
Schwertransport der Tunnelvortriebsmaschine im Stuttgarter Hafen (2013)

Die Tunnelvortriebsmaschine ist 120 m lang und 2000 t schwer. Sie verfügt über einen 10,82 m breiten Schild und eine 20,5 m lange Förderschnecke. 14 Motoren erbringen eine Gesamtleistung von 4.200 kW. Pro Schicht sollen 30 Menschen arbeiten, insgesamt 80 bis 100 Personen im Dreischichtbetrieb. Die theoretische maximale Vortriebsleistung beträgt 10 cm pro Minute, in der Praxis sollen es 4 bis 8 cm sein. Der Vortriebsschild der Maschine war bereits in Thüringen im Einsatz. Die Maschine wurde von einem Leser der Stuttgarter Nachrichten auf den Namen SUSE getauft, ein Akronym für „Stuttgart–Ulm schnell erreicht“.
Im Maschinenvortrieb sollen Mergel und Stubensandstein gebrochen werden, der im unteren Teil des Tunnels anfallende Gipskeuper soll mit Schälmessern abgetragen werden. Im Bereich des Hauptbahnhofs, wo Kellersohlen von angrenzenden Gebäuden mit einer Höhendifferenz von etwa 9 m unterfahren werden sollen, sind Hebungsinjektionen vorgesehen.
Die Tunnelwand soll aus 53.620 Tübbing-Elementen mit einem Gesamtgewicht von rund 650.000 Tonnen gebildet werden. Sie sollen, je nach Gebirgsverhältnissen, 45 bis 60 cm stark sein. Die Elemente sollen zwischen Frühjahr 2014 und Frühjahr 2018 in Sengenthal in der Oberpfalz produziert werden und dort 28 Tage aushärten. Die Tübbinge werden anschließend von Neumarkt in der Oberpfalz nach Altbach (Landkreis Esslingen) transportiert und dort auf Lkw verladen. Insgesamt sind 380 Zugfahrten mit 20 Wagen vorgesehen. Der Weitertransport der Tübbingringe erfolgt auf jeweils drei Lkw über die Bundesautobahn 8 und die Bundesstraße 27. Bis zu 40 Ringe werden auf der Baustelle zwischengelagert. Der Transportweg ist rund 240 Kilometer lang. Zuvor war ein Umschlag im Hafen Stuttgart oder im Güterbahnhof Kornwestheim erwogen worden.
Die letzten rund 230 Meter vor dem Hauptbahnhof werden in einem 18 m hohen und 20 m breiten Vollausbruch bei einer Überdeckung von 8 bis 47 m hergestellt.
Eine bauzeitliche Autobahn-Anschlussstelle für die Baustelle an die A 8 wurde 2014 diskutiert.

#### Massenkonzept
Der geplante Aushub liegt bei 2,73 Millionen m³.
Die im Bereich des Hauptbahnhofs anfallenden Überschussmassen aus dem Tunnelbau sollen für etwa ein Jahr über das öffentliche Straßennetz und anschließend über das im Zuge des Planfeststellungsabschnitts 1.1 (Hauptbahnhof) geplante Baustraßennetz abtransportiert werden. Die rund 650.000 m³ Überschussmassen aus diesem Angriff sollen für die Rekultivierung und Verfüllung des Tagebaurestloches Lochau (Sachsen-Anhalt) verwendet werden; der Transport ist auf der Schiene vorgesehen.

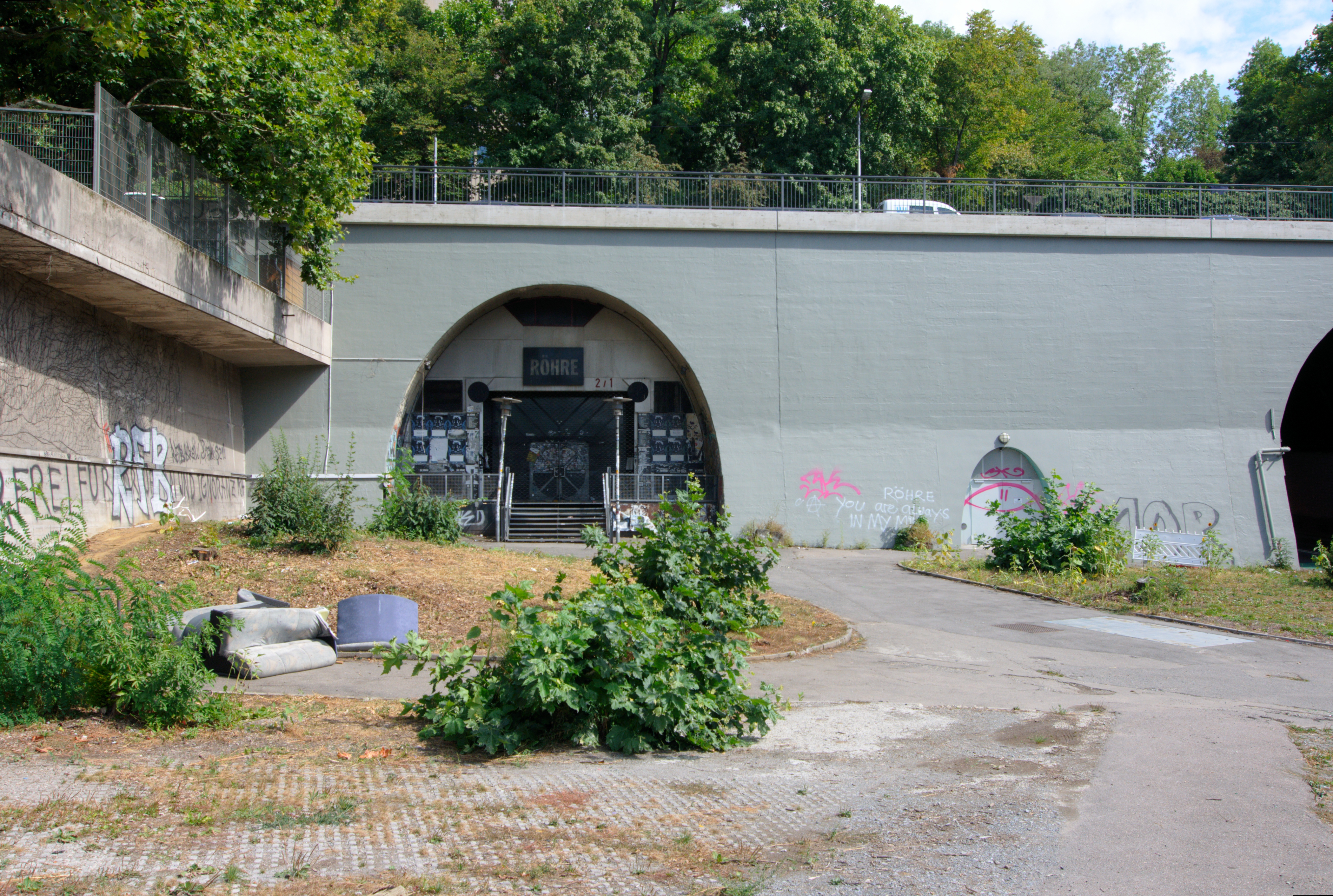
Gerodete Fläche vor der nördlichen Röhre des Wagenburgtunnels, die als Baustellenzufahrt und später als Rettungszufahrt fungieren soll (August 2012)

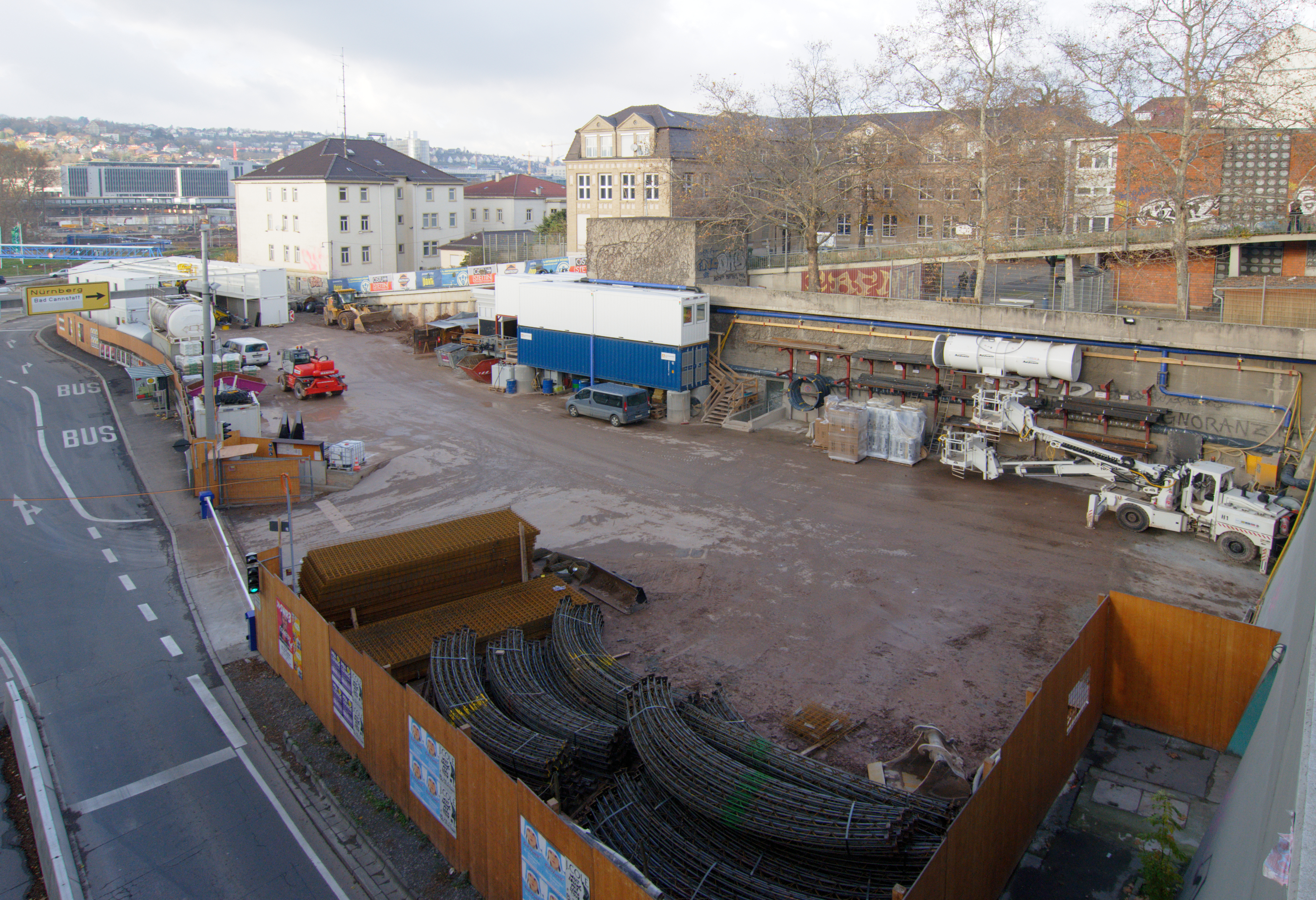
Baustelle am Portal der nördlichen Röhre des Wagenburgtunnels (November 2013)

Über ein Förderband sollen Massen aus dem Fildertunnel und dem Tunnel Obertürkheim zwischen dem Portal des Wagenburgtunnels und der Fläche des heutigen Landespavillons transportiert werden. Das Landespavillon soll dazu ab Mitte Mai 2012 abgerissen werden; die Arbeiten sollen maximal zwei Monate in Anspruch nehmen. Im Bereich des Angriffs Hauptbahnhof Süd wird dabei mit einem Aushub von rund 88.000 m³ gerechnet.
Der erwartete Aushub von 808.000 m³ aus dem Zwischenangriff sollte über Baustraßen zur B 27 transportiert werden. Die am Angriff Filderportal erwarteten Aushubmassen von 487.000 m³ sollen über einen Wirtschaftsweg zur B27 und weiter zur A 8 transportiert werden. Insgesamt 1,1 Mio. m³ im südlichen Bereich anfallenden Massen sollen zur Wiederverfüllung des Bergwerks Bad Friedrichshall-Kochendorf verwendet werden. Die für die Wiederverfüllung des Zwischenangriffs benötigten 0,2 Mio. m³ sollen auf der Straße zu den Deponien Weißer Stein und Blumentobel im Landkreis Esslingen gebracht und dort zwischengelagert werden. Als alternative Verwertungsstandorte sind weitere Standorte im Landkreis Ludwigsburg, dem Kalibergwerk Friedrichshall in Sehnde (südöstlich von Hannover) oder der Untertagedeponie in Heilbronn vorgesehen.
Bis zu 1,15 Millionen Tonnen Ausbruch sollen über die B 27 und die A 81 zu zwei Gipsbrüchen nach Bochingen (bei Oberndorf am Neckar) transport werden, die damit teilweise verfüllt werden sollen.

### Bahntechnische Ausrüstung
Im Dezember 2016 wurde die Fahrleitungsanlage des Tunnels und der anschließenden Strecke bis Wendlingen ausgeschrieben.

### Inbetriebnahme
Die Inbetriebnahme des Tunnels war, zusammen mit Stuttgart 21, zunächst für 2019 vorgesehen und wurde mehrfach auf nunmehr Dezember 2026 verschoben.
Im März 2025 teilte die DB mit, in einem Großteil der Tunnels (ab Streckenkilometer 4,8) die Oberleitung unter Spannung gesetzt zu haben. Im ersten Halbjahr 2025 waren Hochtastfahrten mit bis zu 275 km/h zwischen dem Fildertunnel und dem Bahnhof Merklingen geplant. Eine Kommunikation derartiger Fahrten ist nicht erfolgt (Stand: August 2025).
Im Juli 2025 wurde der Beginn des Vorlaufbetriebs von Oktober 2025 auf Februar 2026 verschoben. Die kommerzielle Inbetriebnahme ist weiter für Dezember 2026 geplant.
Nach seiner Fertigstellung wird der Fildertunnel voraussichtlich der längste Doppelröhren-Eisenbahntunnel in Deutschland sein. In Deutschland werden nur die beiden längsten Tunnel der NBS Hannover–Würzburg, der Landrückentunnel mit 10.779 m und der Mündener Tunnel mit 10.525 m länger als der Fildertunnel sein. Sie sind beide einröhrig und zweigleisig.

### Betrieb
Die von der Deutschen Bahn auf Basis der Prognose des Bundesverkehrswegeplans 2003 im Jahr 2004 entwickelte Verkehrsprognose für das Jahr 2015 erwartete eine Verkehrsbelastung von 130 Fernverkehrs- und 108 Nahverkehrszügen pro Tag für den Tunnel.
Eine Verkehrsprognose erwartet im Fildertunnel für das Jahr 2025 54.400 Reisende pro Tag (Querschnittsbelastung).
Das Betriebsprogramm für den 2011 durchgeführten Stresstest zu Stuttgart 21 sieht ein Grundangebot von acht Zügen pro Stunde und Richtung durch den Tunnel vor, davon fünf Regional- und drei Fernverkehrszüge. Zur Spitzenstunde (Ankunft 7:00 bis 7:59 Uhr im Hauptbahnhof) waren 14 Züge Richtung Stuttgart vorgesehen, davon 8 Regional- und 6 Fernverkehrszüge.
Der im Oktober 2018 vorgelegte erste Gutachterentwurf für den Deutschlandtakt (für das Jahr 2030) sieht ein Angebot von 10 Zügen pro Stunde und Richtung durch den Tunnel vor, davon sechs Fernverkehrs- und vier Regionalverkehrszüge. Zusätzliche Züge zur Hauptverkehrszeit sind darin noch nicht berücksichtigt. Der im Mai 2019 vorgelegte zweite Gutachterentwurf sieht 10,5 Zugpaare pro Stunde vor, davon 5,5 Fern- und 5 Regionalzüge.
In dem im Juni 2020 veröffentlichten dritten Gutachterentwurf sind 11,5 Fern- und Regionalzüge pro Stunde und Richtung vorgesehen, darunter 5,5 Zugpaare des Fernverkehrs (3,5 aus / in Richtung Ulm, 2 aus / in Richtung Nürtingen), 5 Regionalzugpaare (2 Tübingen, 2 Gäubahn, einer aus / in Richtung Ulm) sowie ein stündliches Zugpaar der Gäubahn, das entweder dem Fernverkehr oder dem schnellen Regionalverkehr zugeordnet werden kann.
Der Fildertunnel soll bei Betriebsstörungen nicht von S-Bahnen befahren werden können.

## Technik
Im unteren Bereich des Tunnels mit dem Sonderquerschnitt von 4,05 m Radius sollte eine neu entwickelte modifizierte S-Bahn-Oberleitungs-Bauart mit zwei Fahrdrähten und einem Tragseil zum Einsatz kommen. Im oberen Bereich mit Maulprofil war eine Oberleitung vom Typ Re 330 vorgesehen. Realisiert wurde der 4,05-m-Querschnitt nur auf einem etwa 100 m langen Abschnitt im Anschluss an den Hauptbahnhof. Stadtauswärts folgen auf eine Deckenstromschiene eine Kettenwerksoberleitung der Bauart Re 200, die am Übergang zum 250 km/h befahrbaren Bereich in eine Oberleitung der Bauart Re 250 übergeht.
Der Tunnel erhält durchgehend eine Feste Fahrbahn des Systems Porr. Der im Februar 2019 ausgeschriebene 93-Millionen-Euro-Vertrag, der neben ca. 34 km Fester Fahrbahn u. a. auch ca. 3,2 km Masse-Feder-Systeme, Sicherheitsbeleuchtung, Energieversorgung und Verkabelungsarbeiten am Fildertunnel und Tunnel Obertürkheim mit einschließt, wurde am 6. April 2020 mit Porr abgeschlossen.
Im Tunnel waren laut Planfeststellungsunterlagen zunächst punktförmige Zugbeeinflussung (PZB) und Linienzugbeeinflussung mit Ks-Signalen vorgesehen. ETCS sollte eingesetzt werden, sobald es als Klasse-A-System zur Verfügung steht. Nach Angaben der Deutschen Bahn von 2010 sollte der Tunnel mit ETCS Level 2 ausgerüstet werden. Eine zusätzliche Ausrüstung mit PZB war in Diskussion. Im Zuge des Digitalen Knotens Stuttgart sind inzwischen ein Digitales Stellwerk, ETCS Level 2 sowie automatisierter Fahrbetrieb vorgesehen. Der Tunnel ist dabei Teil des Stell- und RBC-Bereichs Fernbahn, das von einem in Waiblingen entstehenden Bedien- und Technikstandort gesteuert werden soll. Die Blockteilung im Tunnel wurde mikroskopisch optimiert und insbesondere an den Geschwindigkeitsschwellen verdichtet. Eine optimierte Blockteilung besteht aus typischerweise 1,9 km langen Blöcken, die an Geschwindigkeitsschwellen und in den Bahnhofsein- und -ausfahrten auf bis zu 0,2 km verdichtet wurden. Im Einfahrbereich des Hauptbahnhofs führen Restriktionen (elektrische Streckentrennung) zu rund 0,9 km langen Zugfolgeabschnitten.

## Brandschutz- und Sicherheitskonzept

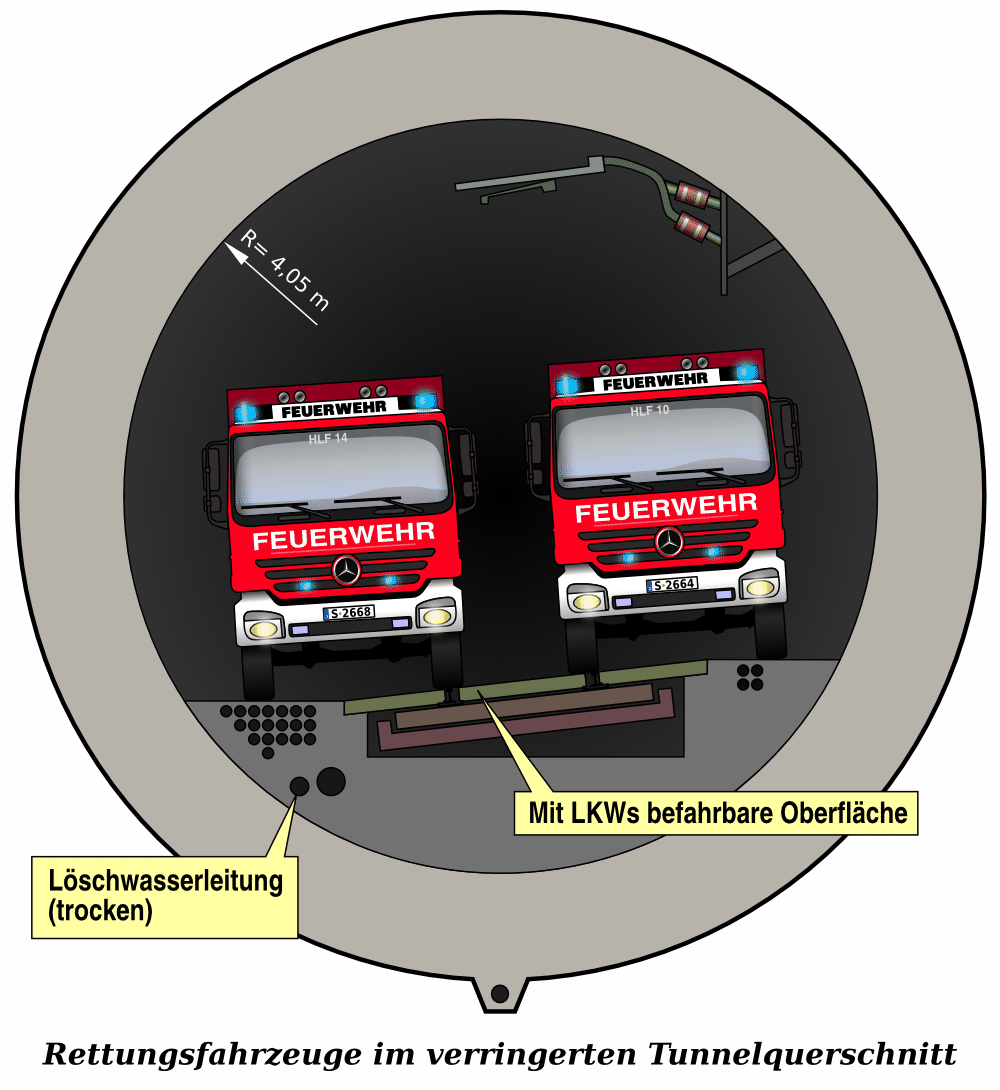
Rettungsfahrzeuge in dem ehemals vorgesehenen 4,05-m-Sonderquerschnitt des Fildertunnels

Die beiden Tunnelröhren sollten nach ursprünglicher Planung im Abstand von 1.000 m durch Querschläge miteinander verbunden werden. Seit Juli 2008 ist jedoch ein Längsabstand der Verbindungsstollen von 500 m für Neubauten von Tunneln vorgeschrieben. Ende November 2009 lehnte das Eisenbahn-Bundesamt einen Antrag der Deutschen Bahn von Ende 2008 ab, diese Vorschrift auf das bereits in der fortgeschrittenen Planungsphase befindliche Projekt nicht anzuwenden. Demnach musste umgeplant werden und es sind nun Querschläge im Längsabstand von 500 m herzustellen.

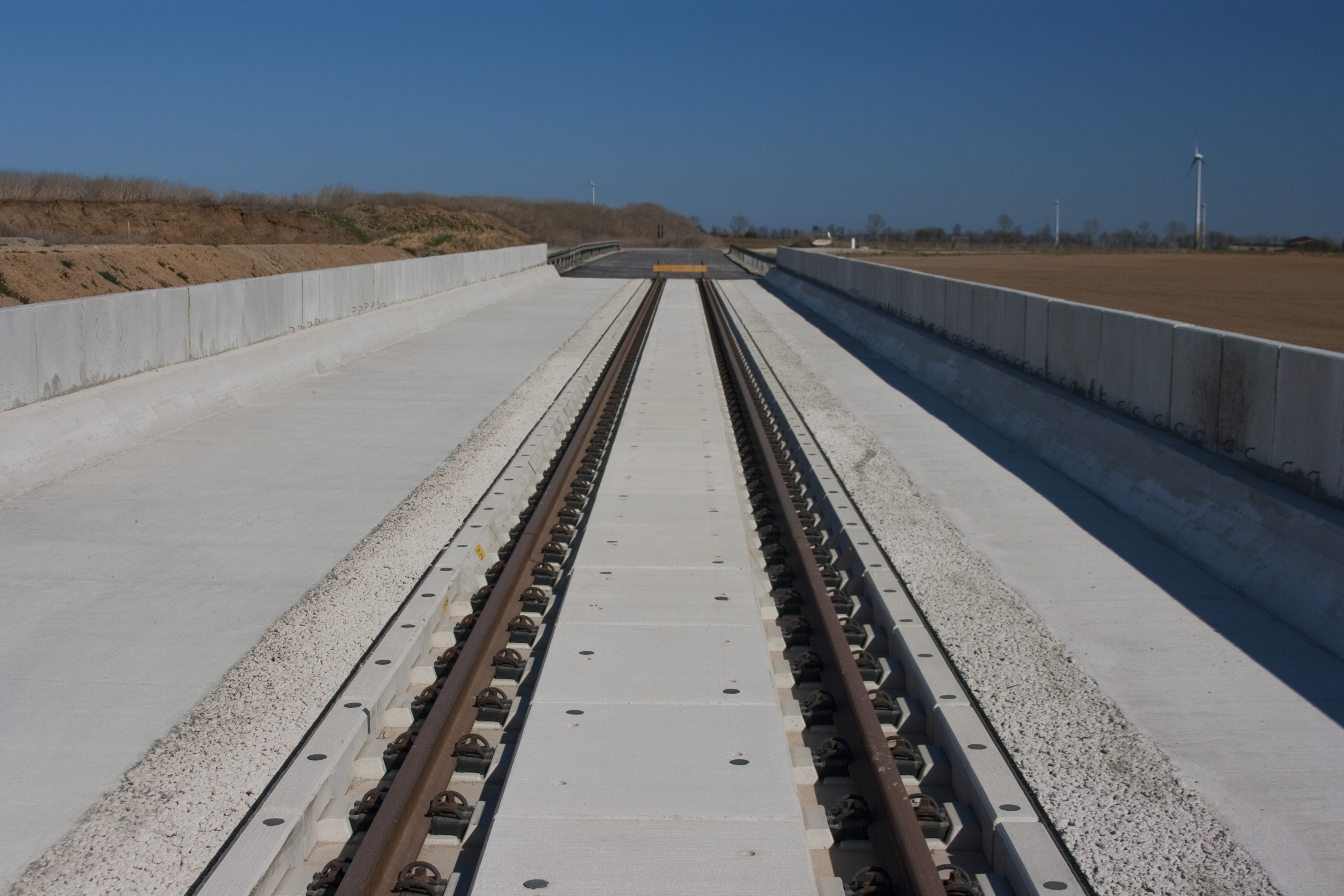
Versuchsstrecke für eine mit Straßenfahrzeugen befahrbare Feste Fahrbahn (Osterbergtunnel, 2012)

Das Sicherheitskonzept sieht Fluchtwege von mindestens 1,20 m Breite und 2,20 m Höhe vor. Die Feste Fahrbahn soll von Straßenfahrzeugen befahren werden und über Rampen an den Portalen erreicht werden können. Richtungspfeile zur Fluchtwegkennzeichnung sind im Abstand von 25 m vorgesehen.
Am Hauptbahnhof soll eine rund 170 m lange Rettungszufahrt von 8,50 m lichter Weite und 6,25 m lichter Höhe entstehen, ebenso ein Rettungsplatz von mindestens 1500 m² Grundfläche, der an die Schillerstraße angebunden wird. Am Südostportal soll ein Rettungsplatz mit Anbindung an einen bestehenden Wirtschaftsweg entstehen (ebenfalls mindestens 1.500 m² Grundfläche), dazu eine Rettungszufahrt von mindestens 7,00 m Fahrbahnbreite und ein Löschwasserbehälter von mindestens 96 m³ Volumen.
Kritiker bemängeln die als Trockenleitung konzipierte Löschwasserleitung. Die Stuttgarter Branddirektion fordert, für den Brandfall eine ständig befüllte („nasse“) Löschwasserleitung vorzusehen oder zumindest eine fernbedienbare Befüllung zu ermöglichen. Würde dagegen die Feuerwehr selbst zunächst die Leitung befüllen müssen, könnten bis zu 45 Minuten vergehen, bis das Wasser am Ereignisort zur Verfügung stünde. Die Form der Löschwasserleitung war im Oktober 2013 zwischen DB und Feuerwehr noch umstritten. Während die Branddirektion Stuttgart die 45-minütigen Wartezeiten für Löschwasser im Ernstfall kritisiert, verweist die DB darauf, dass es bislang keine Nassleitungen in ihren Tunneln gäbe. Laut Bahnangaben von Mai 2014 sei eine Löschwasserversorgung vorgesehen, die 800 Liter Wasser pro Minute vier Kilometer weit drücken könne. Im Zuge einer Neuordnung des Brandschutzkonzeptes kündigte die Deutsche Bahn im Februar 2016 an, eine Nassleitung zu realisieren, die von Pumpenstationen im Hauptbahnhof mit einem Pumpendruck von 21 bar befüllen sollen. Durch eine Zirkulationspumpe am Tunnelportal soll ein Gefrieren des Wassers bei Frost vermieden werden.